# Le Cid (Oper)
Le Cid ist eine Oper in vier Akten und zehn Bildern von Jules Massenet (Musik) mit einem Libretto von Louis Gallet, Édouard Blau und Adolphe d’Ennery nach der Tragikomödie Le Cid (1637) von Pierre Corneille und dem Schauspiel Las mocedades del Cid (1618) von Guillén de Castro. Die Uraufführung fand am 30. November 1885 im Palais Garnier der Pariser Oper statt.

## Handlung
Die Oper handelt von Rodrigue (Rodrigo Díaz de Vivar, genannt El Cid), dem spanischen Helden der Maurenkriege, und dessen Liebesbeziehung zu Chimène (Jimena Díaz), der Tochter des Grafen von Gormas. Rodrigue wird vom König zum Ritter geschlagen. Gormas hofft auf eine Ernennung zum Erzieher des Infanten, doch der König entscheidet sich für Rodrigues Vater Diègue. Außer sich vor Zorn schlägt Gormas Diègue. Da dieser aufgrund seines Alters nicht selbst in der Lage ist, seine Ehre wiederherzustellen, bittet er seinen Sohn darum. Rodrigue tötet Gormas im Zweikampf – im Bewusstsein, dass er nun seine Hoffnung auf dessen Tochter Chimène aufgeben muss. Eine Kriegserklärung der Mauren verhindert Chimènes Wunsch nach königlicher Vergeltung, denn Rodrigue muss als neuer Heerführer in den Kampf ziehen. Am Vorabend der Schlacht verheißt ihm eine Vision des Heiligen Jakobus den Sieg. Nach der Schlacht und einer Falschmeldung über seinen Tod zieht Rodrigue im letzten Akt triumphal in die Stadt ein. Der König verspricht, ihm zum Lohn einen Wunsch zu erfüllen – doch Rodrigues einziges Sehnen gilt der Vergebung Chimènes. Nachdem sie ihren Gewissenskonflikt überwunden und ihren toten Vater um Verzeihung gebeten hat, gibt Chimène nach. Das Paar wird glücklich vereint.

### Erster Akt
Erstes Bild. Saal im Haus des Grafen von Gormas in Burgos

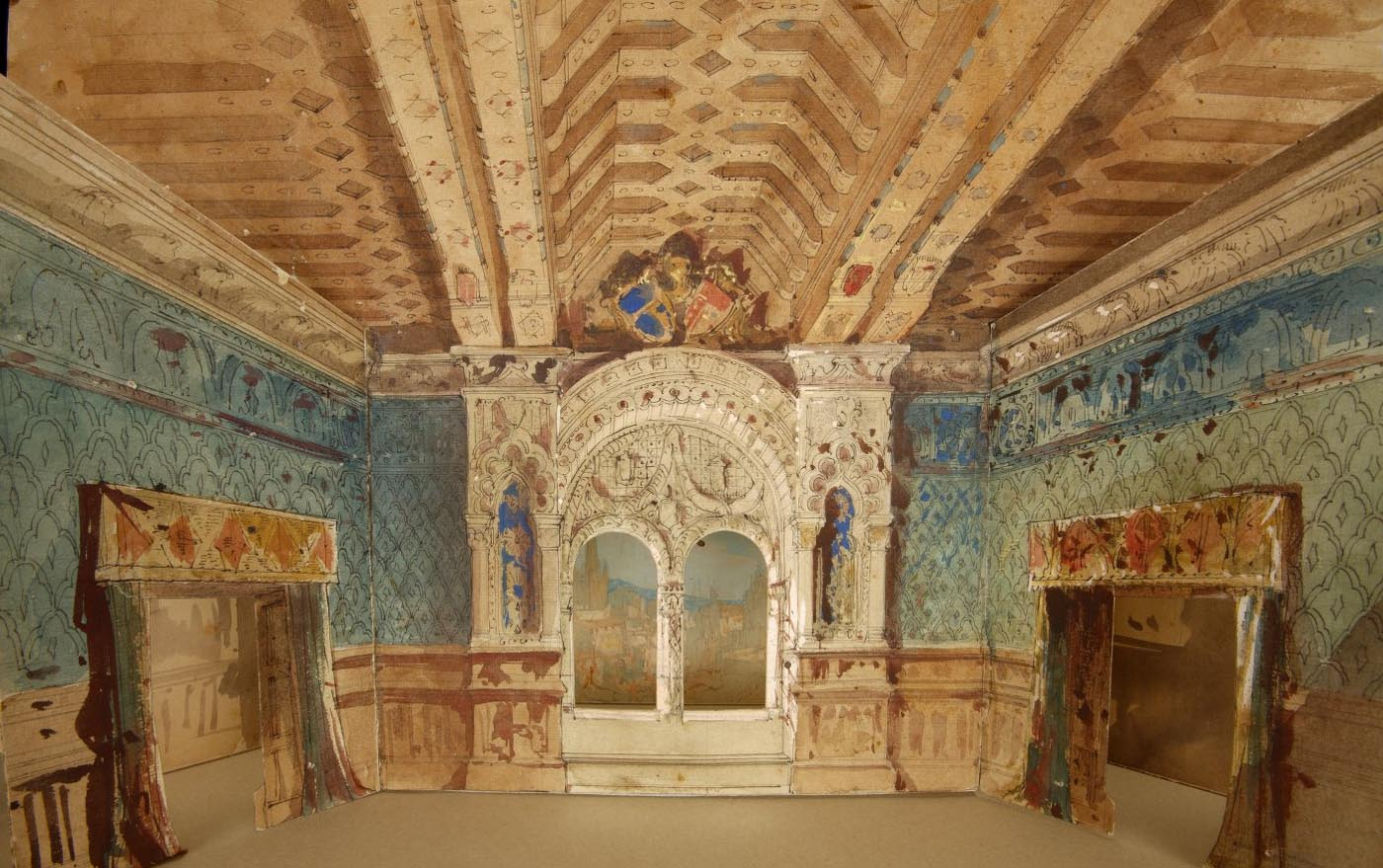
1. Bild. Szenenmodell
(Eugène Carpezat)

Im Hintergrund ein großes Fenster mit Blick auf eine Straße mit beflaggten Häusern. Fanfaren in der Ferne.
Szene 1. Der Graf von Gormas, Don Alonzo, Don Arias und weitere Edelleute unterhalten sich darüber, dass der König Don Rodrigue trotz seines jungen Alters zum Ritter schlagen will. Gormas selbst macht sich Hoffnung, zum Erzieher des Prinzen ernannt zu werden.
Szene 2. Gormas’ Tochter Chimène kommt gut gelaunt hinzu. Sie liebt Rodrigue, und Gormas gibt gern sein Einverständnis zur Ehe. Gormas und seine Freunde machen sich auf den Weg zur Zeremonie.
Szene 3. Während Chimène jubiliert, geleiten Pagen die melancholisch gestimmte Infantin herein. Sie gesteht Chimène, dass sie ebenfalls Rodrigue liebt, sich aber aufgrund ihres Standes keine Hoffnung auf ihn machen kann. Sie überlasse ihn daher Chimène (Duett Chimène/Infantin: „Laissez le doute dans mon âme“).
Zweites Bild. Eine Galerie, die vom Palast zu einem der Eingänge der Kathedrale führt

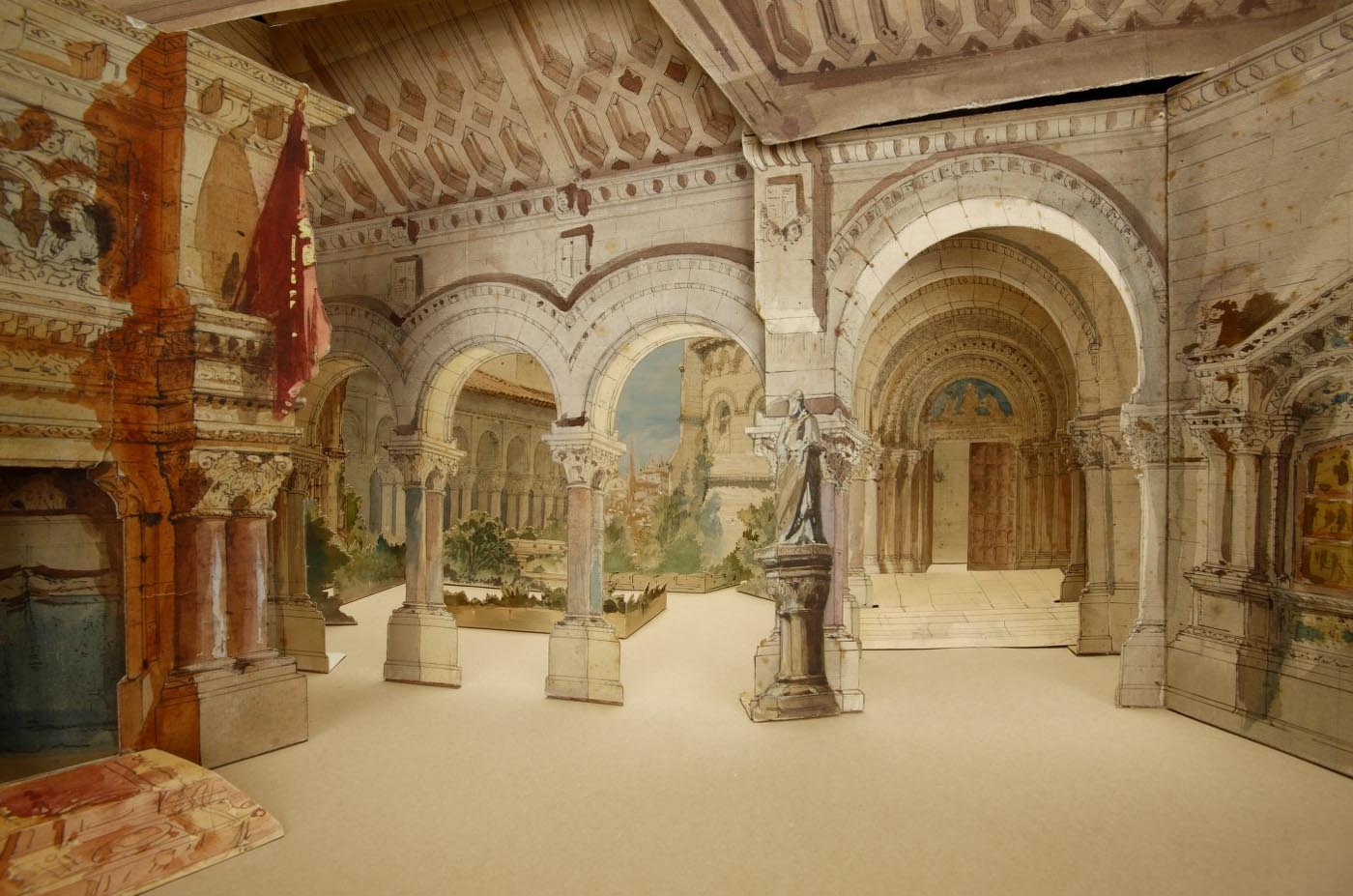
2. Bild. Szenenmodell
(Eugène Carpezat)

In der Mitte auf einer Säule ein Standbild des Heiligen Jakobus. Zwischen den Säulen sieht man die Stadt in hellem Sonnenlicht. Glockengeläut.
Szene 1. Die Infantin, Chimène, der König, Diègue, Gormas, Arias, Alonzo, die Damen der Infantin, Priester, Edelleute und Volk preisen den Heiligen Jakobus für seine Unterstützung in der letzten Schlacht gegen die Mauren. Als der König seinen Pagen befiehlt, Rodrigue zu holen, fühlt sich dessen Vater Don Diègue so geehrt, dass er niederknien will. Der König unterbindet dies und fordert ihn auf, sich zu ihm zu setzen.
Szene 2. Die Pagen führen Rodrigue herein, der sich ehrfurchtsvoll vor dem König verneigt. Alle sind beeindruckt von seiner Erscheinung. Rodrigue schwört dem König seine Treue und erhält von diesem den Ritterschlag. Anschließend bittet er den Heiligen Jakobus um Beistand (Arie Rodrigue: „Ô noble lame étincelante“). Dann fällt sein Blick auf Chimène, in der er eine himmlische Erscheinung erblickt, und gelobt ihr seine ewige Verbundenheit. Alle außer dem König, Diègue, Gormas und dessen Freunden betreten die Kathedrale, in der Rodrigue den Schwur wiederholen soll. Der König ernennt nun Diègue zum Erzieher seines Sohnes. Gormas reagiert mit einem heftigen Zornesausbruch und wird vom König zurechtgewiesen, bevor sich dieser in seinen Palast zurückzieht.
Szene 3. Diègue versucht, mit Gormas die Ehe ihrer Kinder Rodrigue und Chimène zu verabreden – doch Gormas reagiert gereizt, beleidigt Diègue und schlägt ihm den Handschuh ins Gesicht, worauf die beiden die Klingen kreuzen. Gormas schlägt dem alten Diègue schnell den Degen aus der Hand und geht. Die Freunde des Grafen verabschieden sich spöttisch.
Szene 4. Während aus der Kathedrale Rodrigues Schwur erklingt, überlässt sich Diègue seiner Verzweiflung über die erlittene Schmach (Arie Diègue: „Ô rage! ô désespoir!“).
Szene 5. Als Rodrigue strahlend auf der Schwelle der Kirchentür erscheint, lässt sein Vater ihn schwören, seine Ehre wiederherzustellen (Duett Rodrigue/Diègue: „Rodrigue, as-tu du cœur?“). Rodrigue erkennt, dass er nun keine Möglichkeit mehr hat, mit Chimène vereint zu werden.

### Zweiter Akt
Drittes Bild. Eine Straße in Burgos

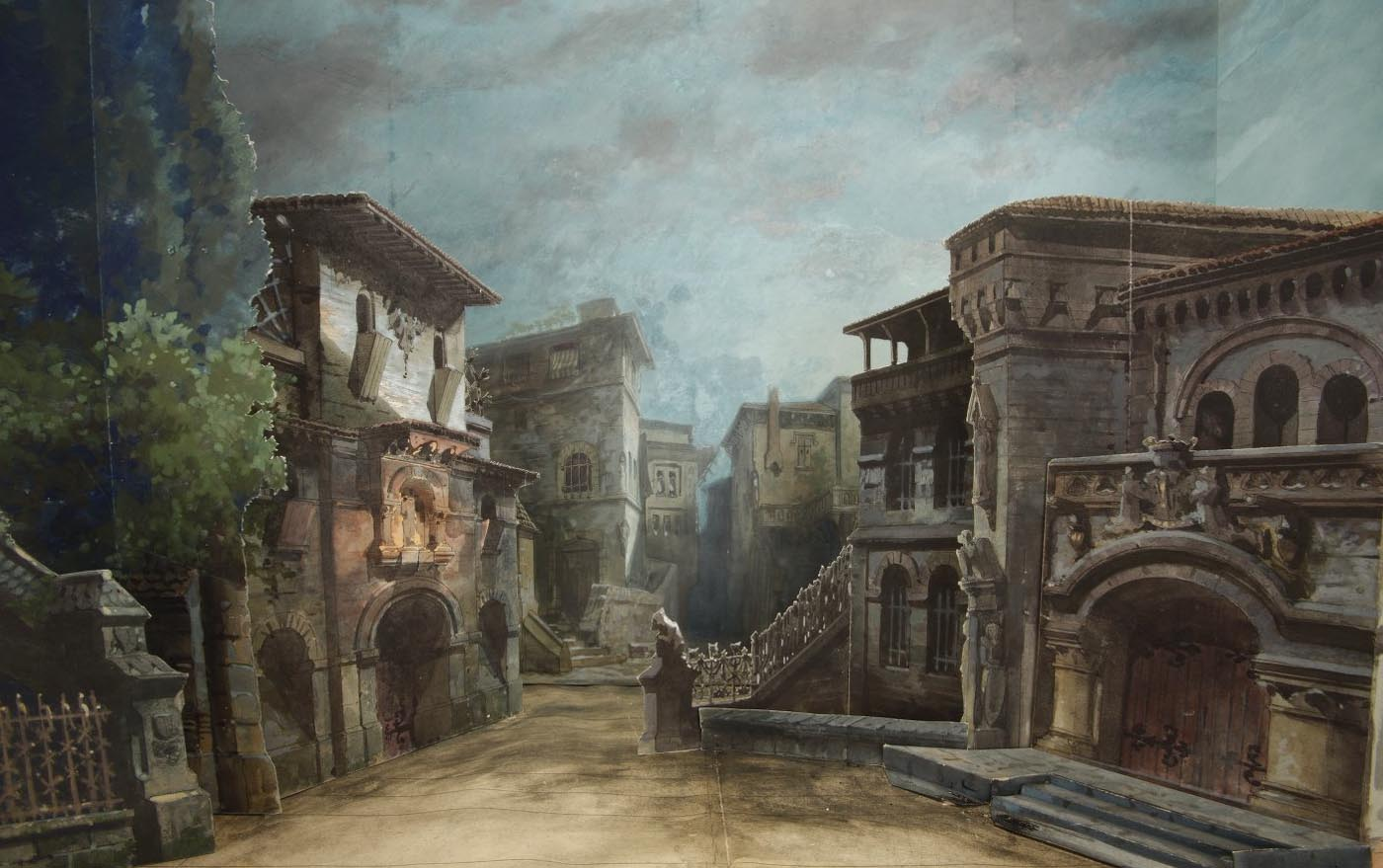
3. Bild. Szenenmodell
(Henri Robecchi und Amable)

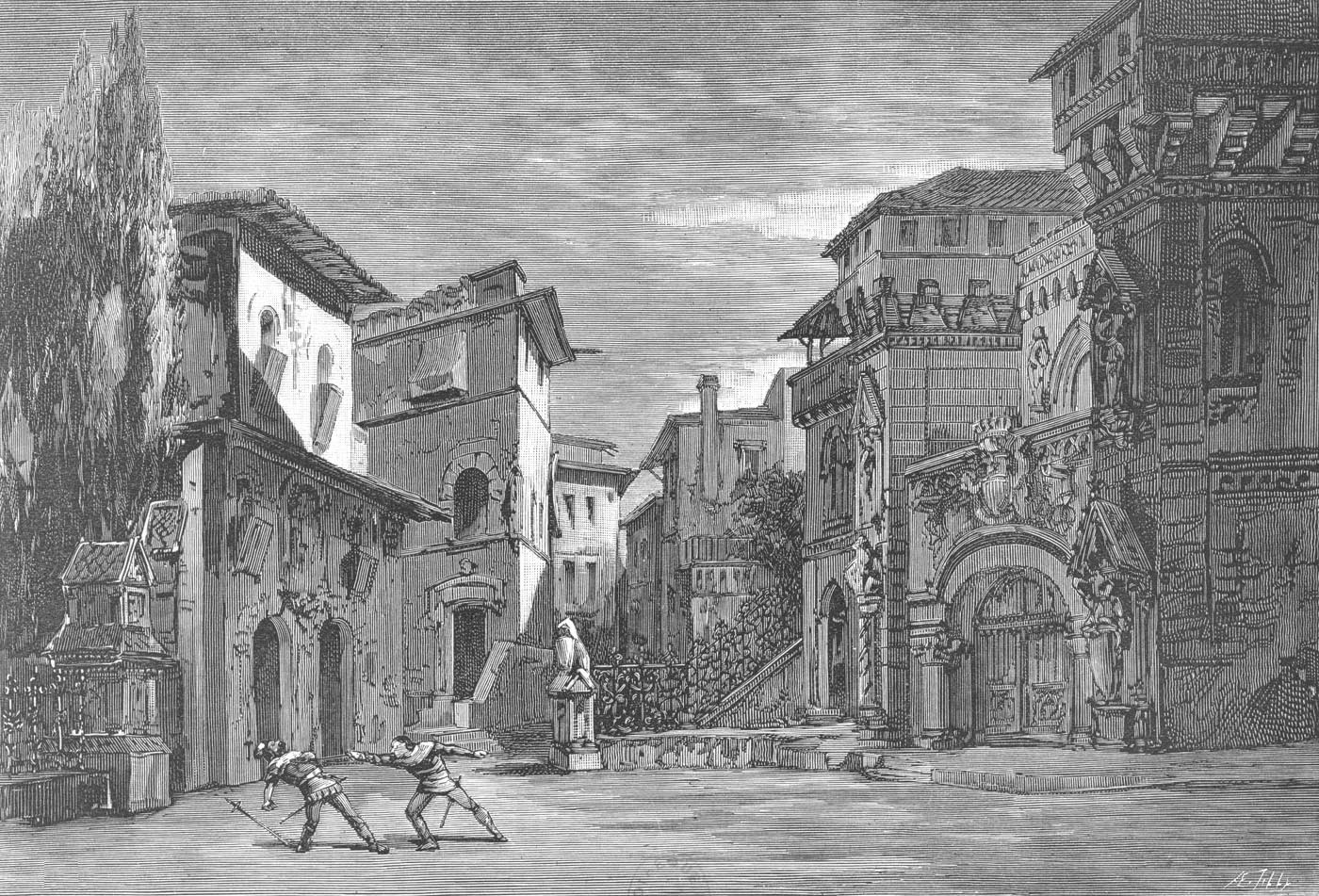
3. Bild. Der Tod des Grafen

Nacht bei schwachem Mondlicht. Rechts der Palast des Grafen, links ein Madonnenbild mit ewiger Lampe.
Szene 1. Rodrigue grübelt verzweifelt über sein Schicksal nach. Die Rache gebietet es, mit dem Vater Chimènes sein eigenes Glück zu töten (Stances Rodrigue: „Percé jusques au fond du cœur“).
Szene 2. Als der Graf auf der Schwelle zum Palast erscheint, fordert Rodrigue ihn zum Kampf heraus (Duett Rodrigue/Gormas: „A moi, Comte, deux mots!“). Gormas weist ihn zunächst hochmütig zurück, zieht dann aber ebenfalls seinen Degen. Rodrigue tötet ihn und überlässt sich anschließend seiner Verzweiflung.
Szene 3. Durch den Lärm aufgeschreckt, strömt von allen Seiten Volk herbei. Diègue kommt mit seinen Freunden und umarmt seinen Sohn dankbar, da er seine Ehre gerettet hat. Rodrigue aber trauert um sein verlorenes Glück. Diener tragen den Leichnam des Grafen in den Palast.
Szene 4. Chimène erscheint in der Tür des Palasts und schwört dem Mörder den Tod. Nachdem sie die Umstehenden befragt hat, erkennt sie zu ihrem Schrecken in Rodrigue den Schuldigen.
Viertes Bild. Hauptplatz von Burgos

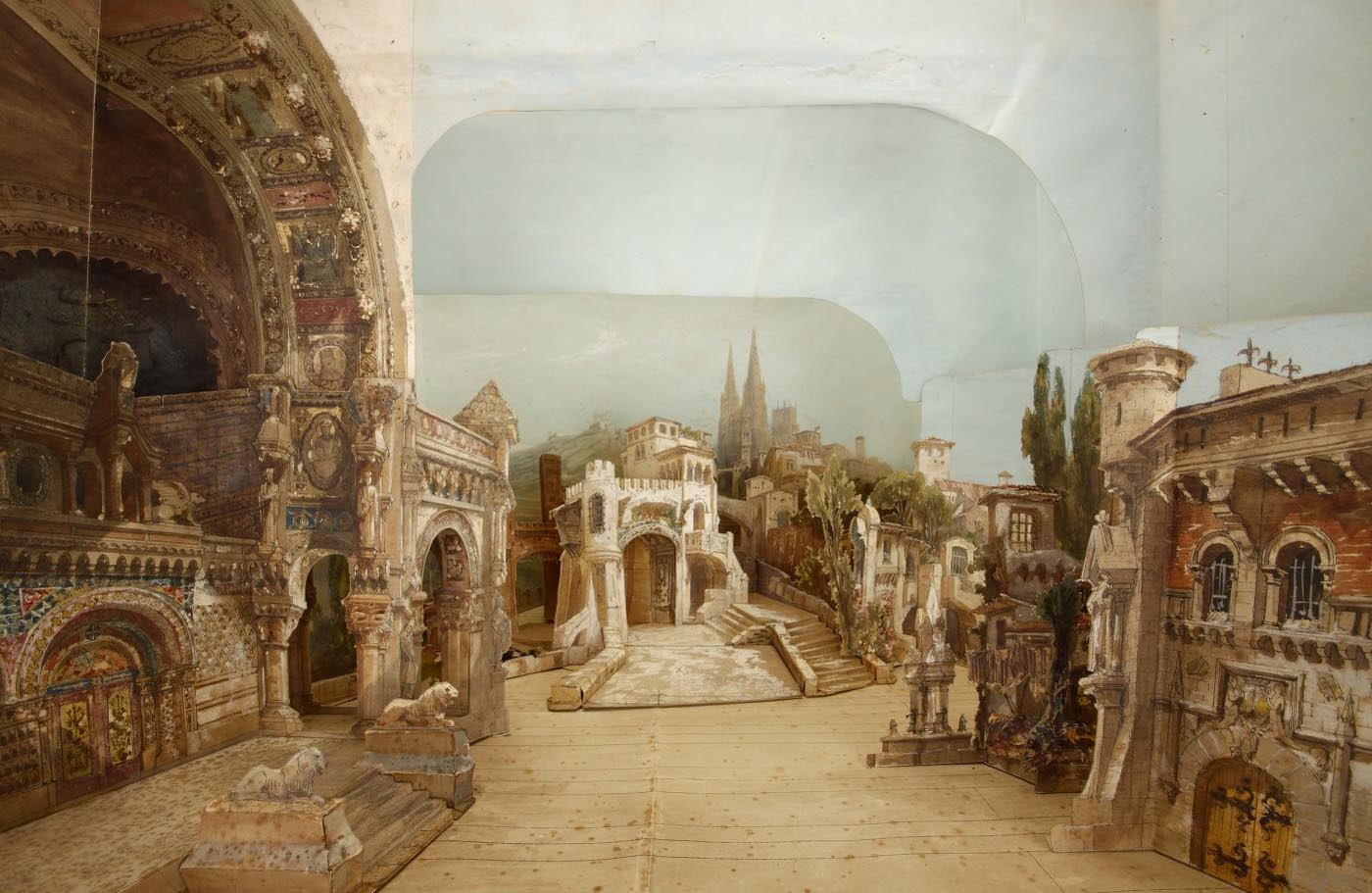
4. Bild. Szenenmodell
(Henri Robecchi und Amable)

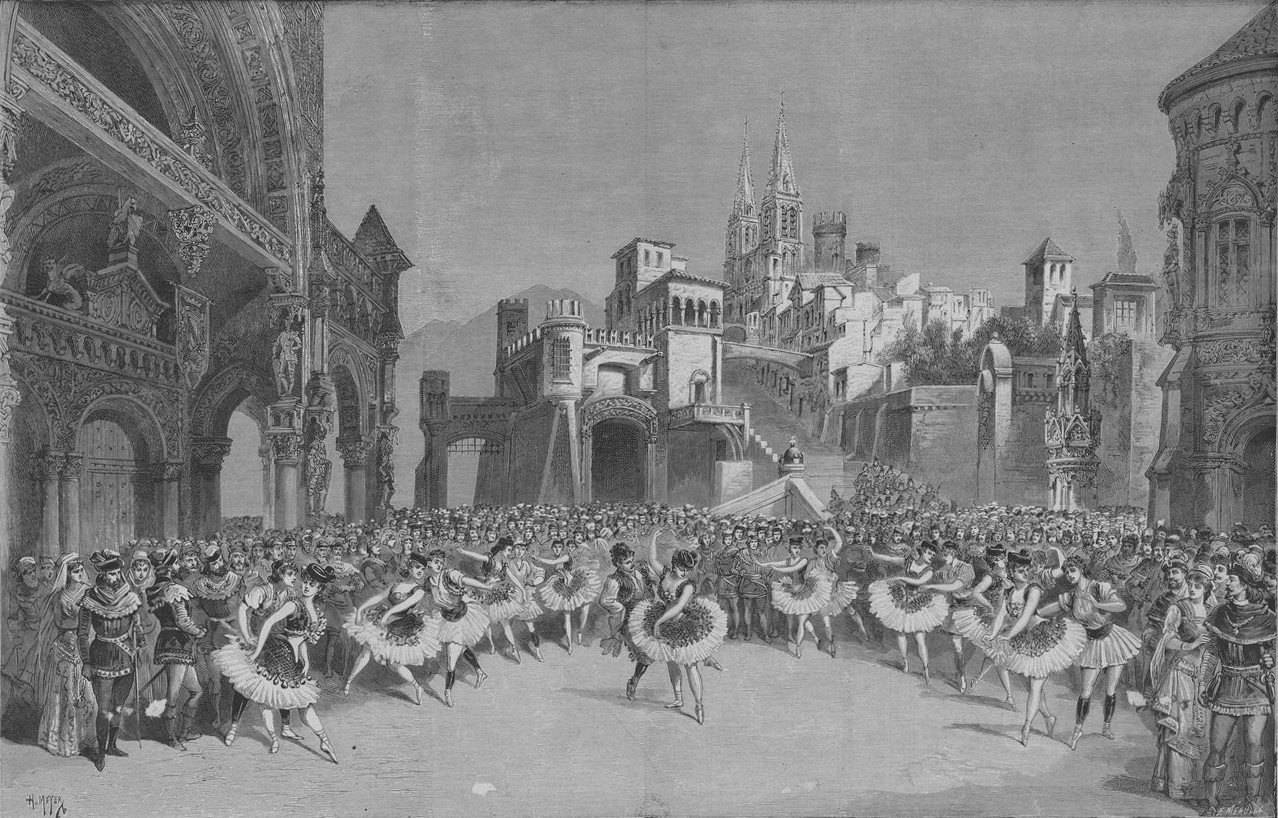
4. Bild. Ballett

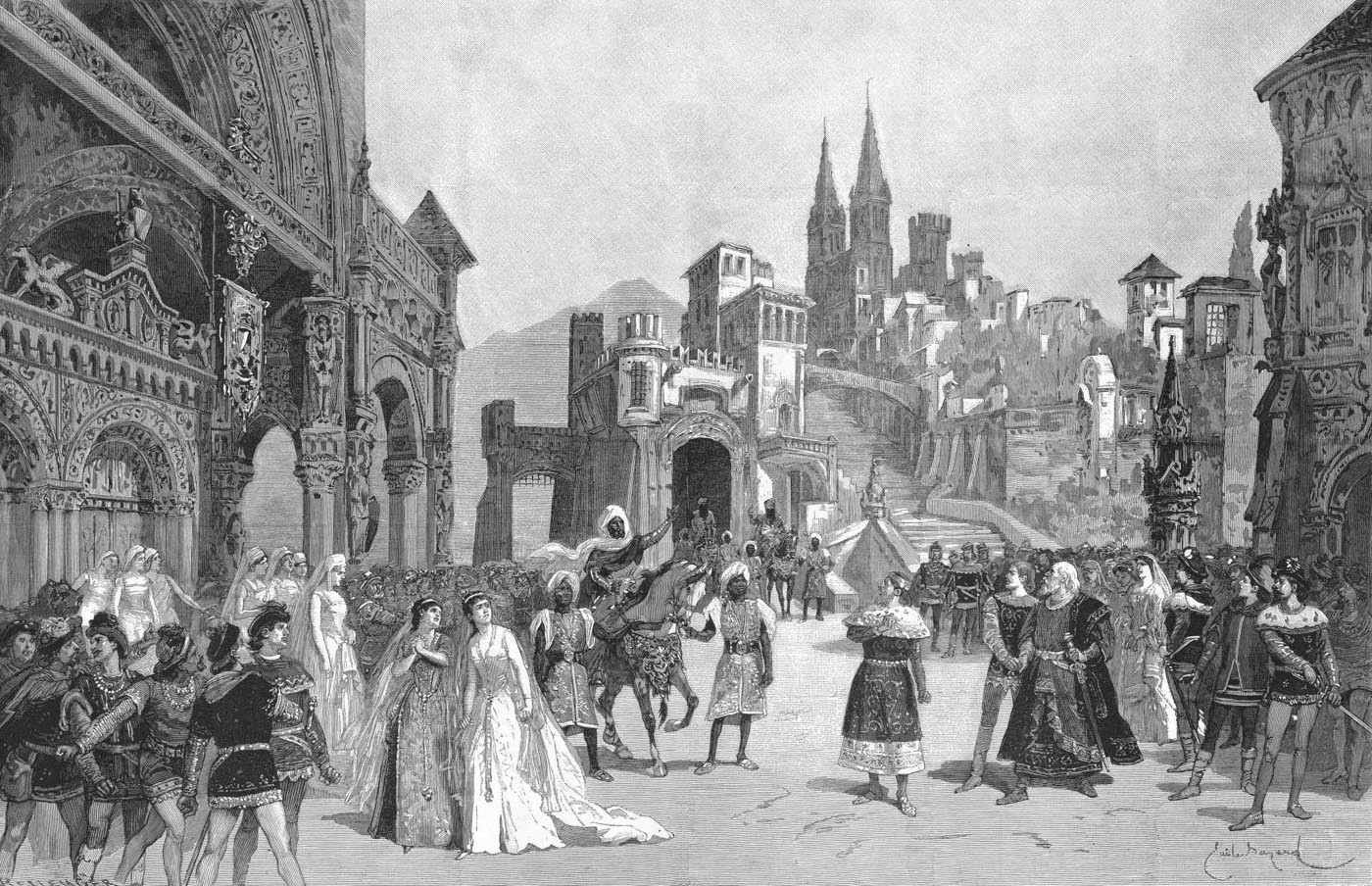
4. Bild. Der Gesandte Boabdils erklärt dem König den Krieg

Links der Königspalast. Frühlingsfeier. Heller Sonnenschein. Buntes Volkstreiben. Tänze.
Szene 1. Die Infantin verteilt Almosen unter dem fröhlich singenden Volk (Arie der Infantin: „Plus de tourments… et plus de peine“). Es folgt ein Ballett.
Szene 2. Der König erscheint zusammen mit Rodrigue und weiteren Edelleuten in der Tür des Palasts und wird vom Volk und der Infantin begrüßt. Chimène stürzt herbei und fordert Gerechtigkeit für den Tod ihres Vaters (Arie Chimène: „Lorsque j’irai dans l’ombre“).
Szene 3. Diègue tritt während der letzten Worte Chimènes hinzu und erklärt, dass sein Sohn lediglich seine Ehre verteidigt habe. Es kommt zu einem kurzen Tumult zwischen den Anhängern beider Parteien, bis der König Stillschweigen gebietet und Diègue sprechen lässt (Arie Diègue: „Qu’on est digne d’envie“). Der König kann sich nicht zu einem Urteil entschließen, sondern verweist auf die Gerechtigkeit Gottes. Chimène lässt sich jedoch nicht so einfach besänftigen. Plötzlich erklingen hinter der Szene Trompeten. Ein maurischer Bote erscheint mit seinem Gefolge und erklärt dem König im Namen seines Herrschers Boabdil den Krieg. Da der bisherige Heerführer Gormas tot ist, akzeptiert der König den Vorschlag Diègues, Rodrigue zum neuen Feldherrn zu ernennen. Der ist gern bereit, sein Leben für die Sache aufs Spiel zu setzen. Chimènes muss ihre Rache aufschieben.

### Dritter Akt
Fünftes Bild. Chimènes Zimmer

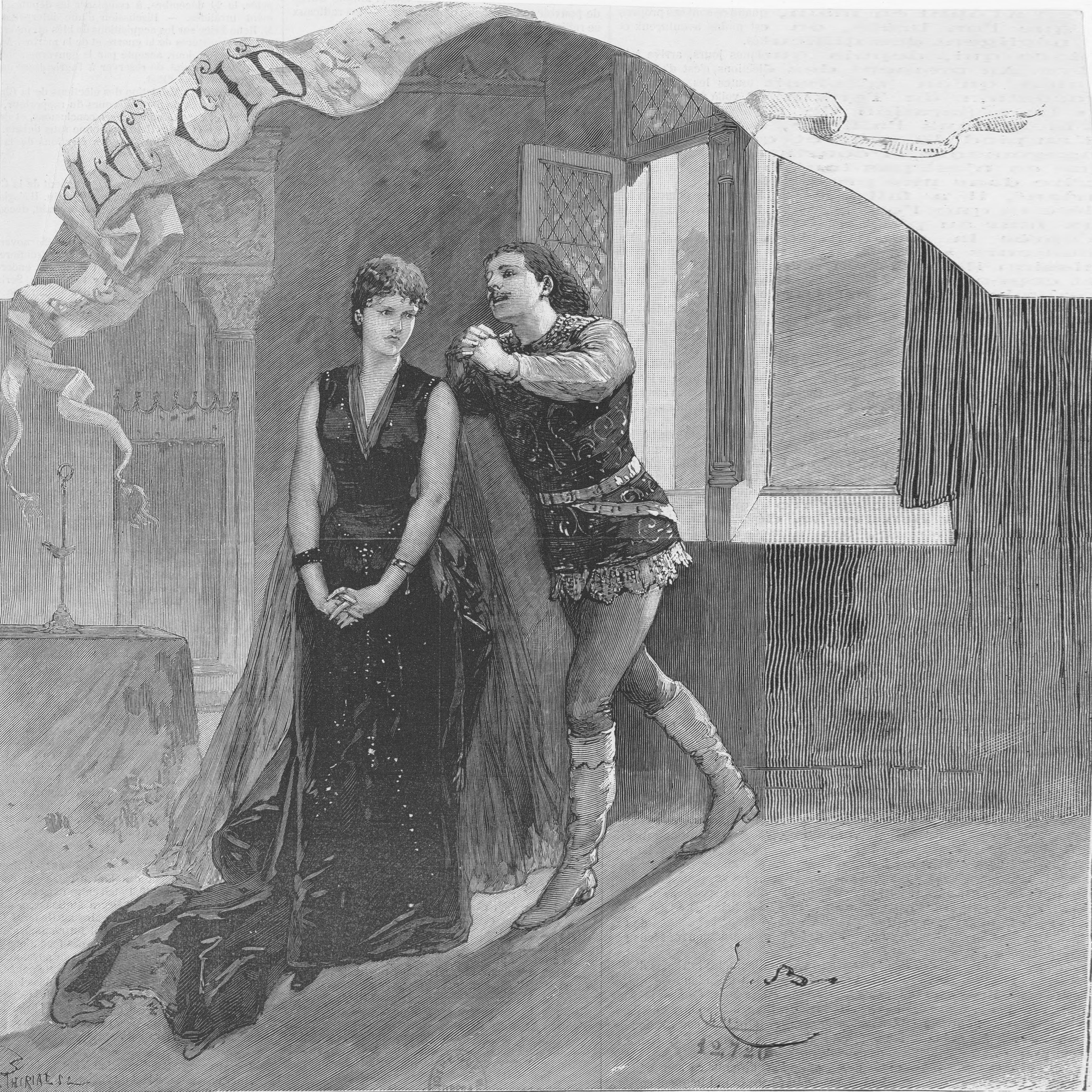
5. Bild. Rodrigue verabschiedet sich von Chimène

Szene 1. Chimène beklagt den Schicksalsschlag (Arie Chimène: „Pleurez, pleurez mes yeux!“).
Szene 2. Rodrigue betritt ihr Zimmer, um sich vor der Schlacht von ihr zu verabschieden. Er hofft, dass sie ihre Liebe nie vergessen werde (Duett Chimène/Rodrigue: „Ô jours de première tendresse“). Chimène versichert ihm, dass sie ihn nie hassen könnte. Sie sehne sich nach Rache und fürchte zugleich, dass sie komme. Sie fordert ihn auf, sich im Kampf stark zu zeigen, auf diese Weise das Schicksal zu versöhnen und als Sieger zurückzukehren. Rodrigue erkennt darin ein Zeichen ihrer Vergebung. Chimène dagegen bereut ihre Worte und verlässt das Zimmer verwirrt.
Szene 3. Rodrigue kann in seinem Tatendrang die Schlacht kaum noch erwarten. Er will seiner Geliebten den Erdkreis zu Füßen legen.
Sechstes Bild. Rodrigues Feldlager

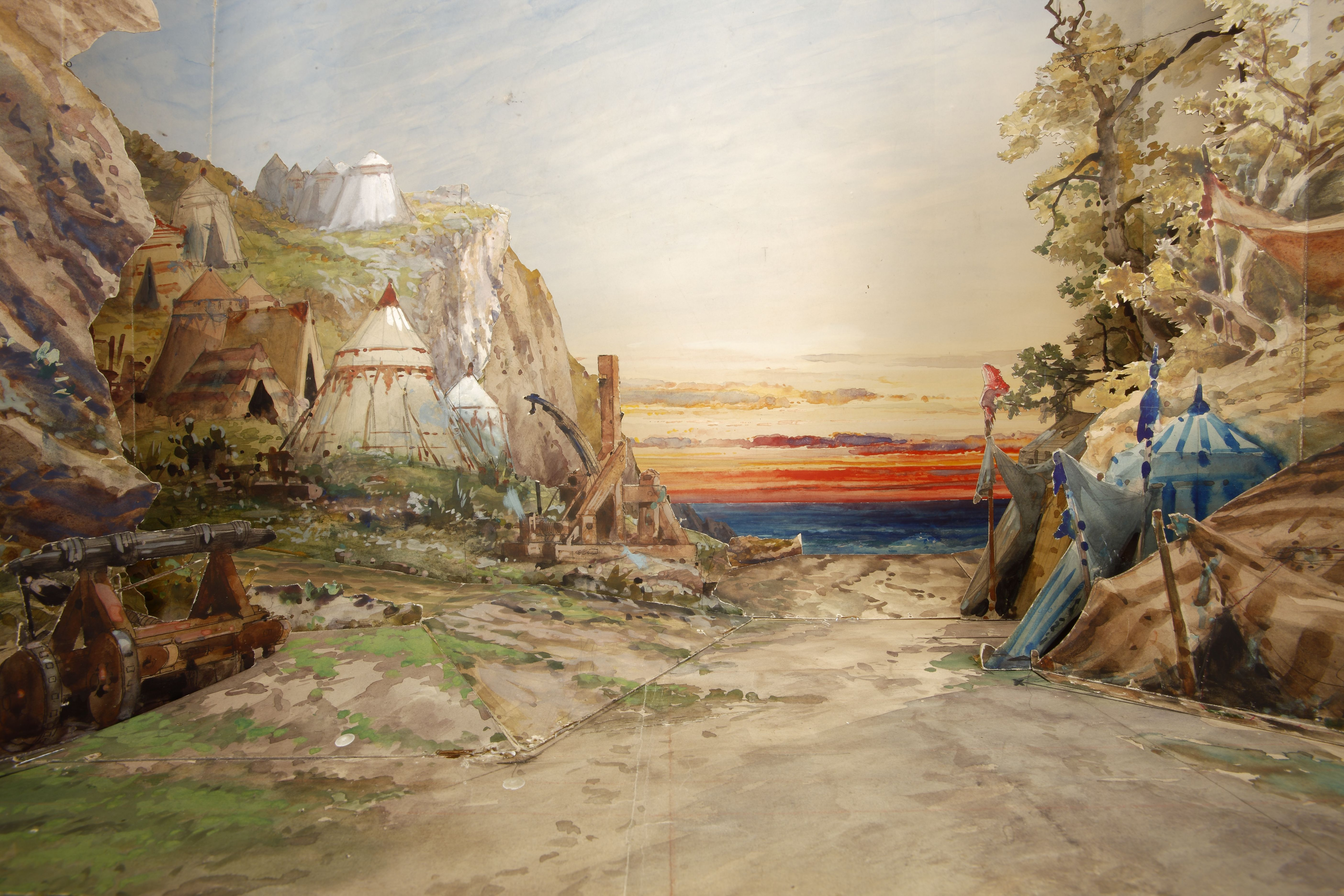
6. und 8. Bild. Szenenmodell
(Auguste Rubé, Philippe Chaperon, Marcel Jambon)

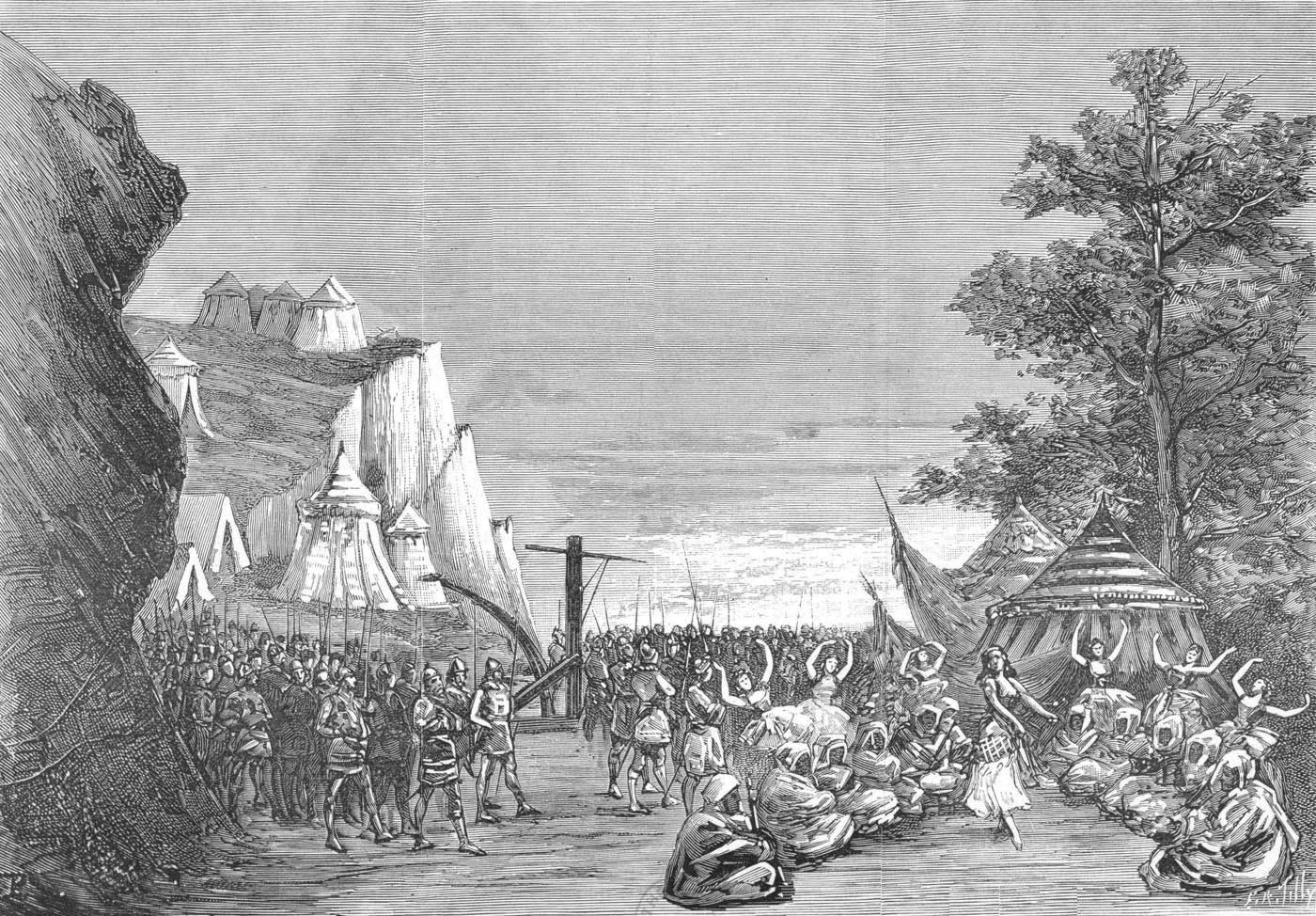
6. Bild. Das Ballett im Feldlager

Das Meer am Horizont. Abenddämmerung. Links hocken Gefangene beiderlei Geschlechts neben maurischen Musikanten. Malerische Unordnung.
Szene 1. Hauptleute und Soldaten zechen und singen (Männerchor: „Vivons sans peur et sans remords!“). Auf einen Wink der Hauptleute erheben sich zwei Gefangene und tanzen zur Begleitung der Musikanten (Rapsodie mauresque).
Szene 2. Rodrigue fordert die Soldaten auf, sich zur bevorstehenden Schlacht zu rüsten und auf den möglichen Tod vorzubereiten. Sie benötigen alle ihre Kraft, um sich dem an Zahl überlegenen Gegner entgegenzustellen. Während ein Teil der Männer siegessicher ist, rät eine andere Gruppe zur Aufgabe angesichts ihrer Unterzahl. Rodrigue vertreibt die Feiglinge und verspricht den übrigen, während ihrer Ruhe für sie zu wachen.
Siebtes Bild. Rodrigues Zelt

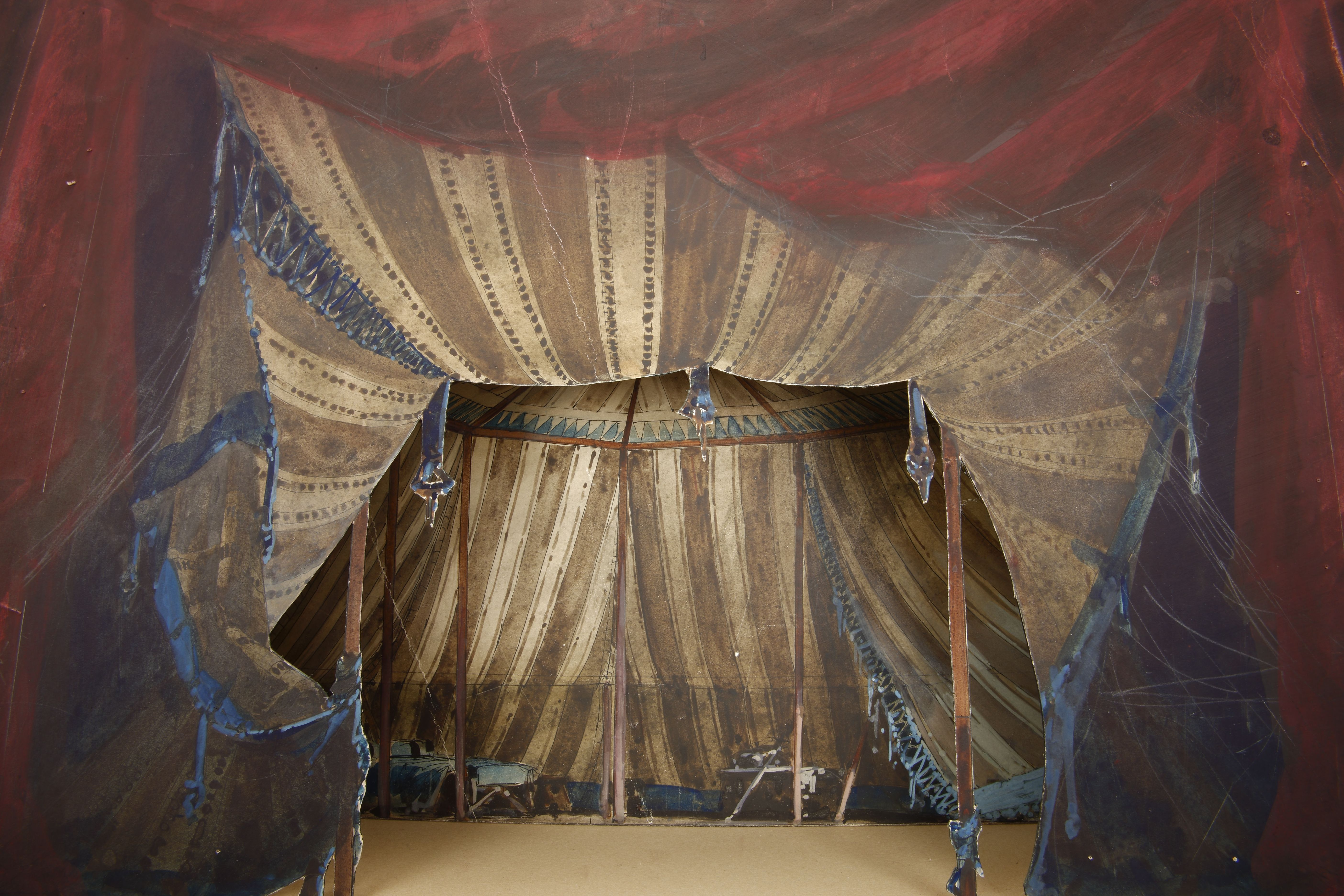
7. Bild. Szenenmodell
(Auguste Rubé, Philippe Chaperon, Marcel Jambon)

Szene 1. Rodrigue bittet Gott um Beistand (Prière Rodrigue: „Ô souverain, ô juge, ô père!“).
Szene 2. Über dem Boden des Zelts verbreitet sich zunehmende Helligkeit. Eine Erscheinung des Heiligen Jakobus verspricht Rodrigue den Sieg.
Achtes Bild. Das Feldlager
Tagesanbruch. Die Krieger kommen in Scharen herbei. Trompeten schmettern.
Einzige Szene. Siegesgewiss feuert Rodrigue seine Krieger zum Kampf an. Die Mauren stürmen ihnen entgegen. Die Schlacht beginnt.

### Vierter Akt
Neuntes Bild. Saal im Königspalast von Granada

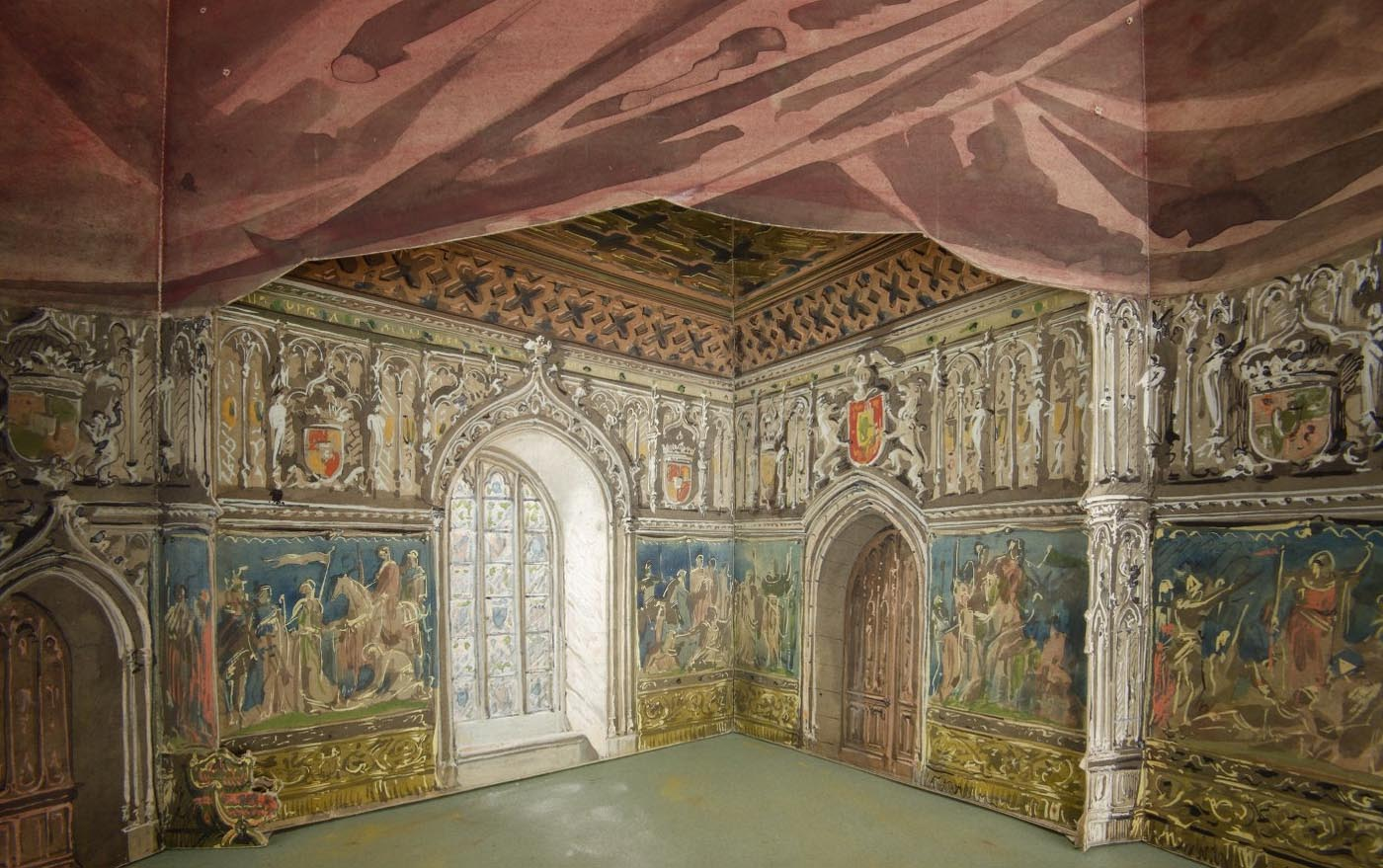
9. Bild. Szenenmodell
(Jean-Baptiste Lavastre)

Szene 1. Eine Gruppe von Soldaten ist aus der Schlacht geflohen und informiert Diègue über den Tod Rodrigues. Diègue trauert um seinen Sohn, ist aber zugleich stolz auf ihn (Arie Diègue: „Il a fait noblement ce que l’honneur conseille!“). Er wirft die Feiglinge zornig hinaus.
Szene 2. Die Infantin und Chimène kommen hinzu. Auch sie haben von der Niederlage erfahren und stimmen in die Klage Diègues ein (Terzett Infantin/Chimène/Diègue: „Ô cœur deux fois blessé!“).
Szene 3. In der Ferne schmettern Trompeten. Der König erscheint und wundert sich über die traurige Stimmung der Anwesenden. Als zudem draußen das Volk den siegreichen Rodrigue bejubelt, erkennen Chimène und die Infantin ihren Irrtum.
Zehntes Bild. Hof im Königspalast von Granada

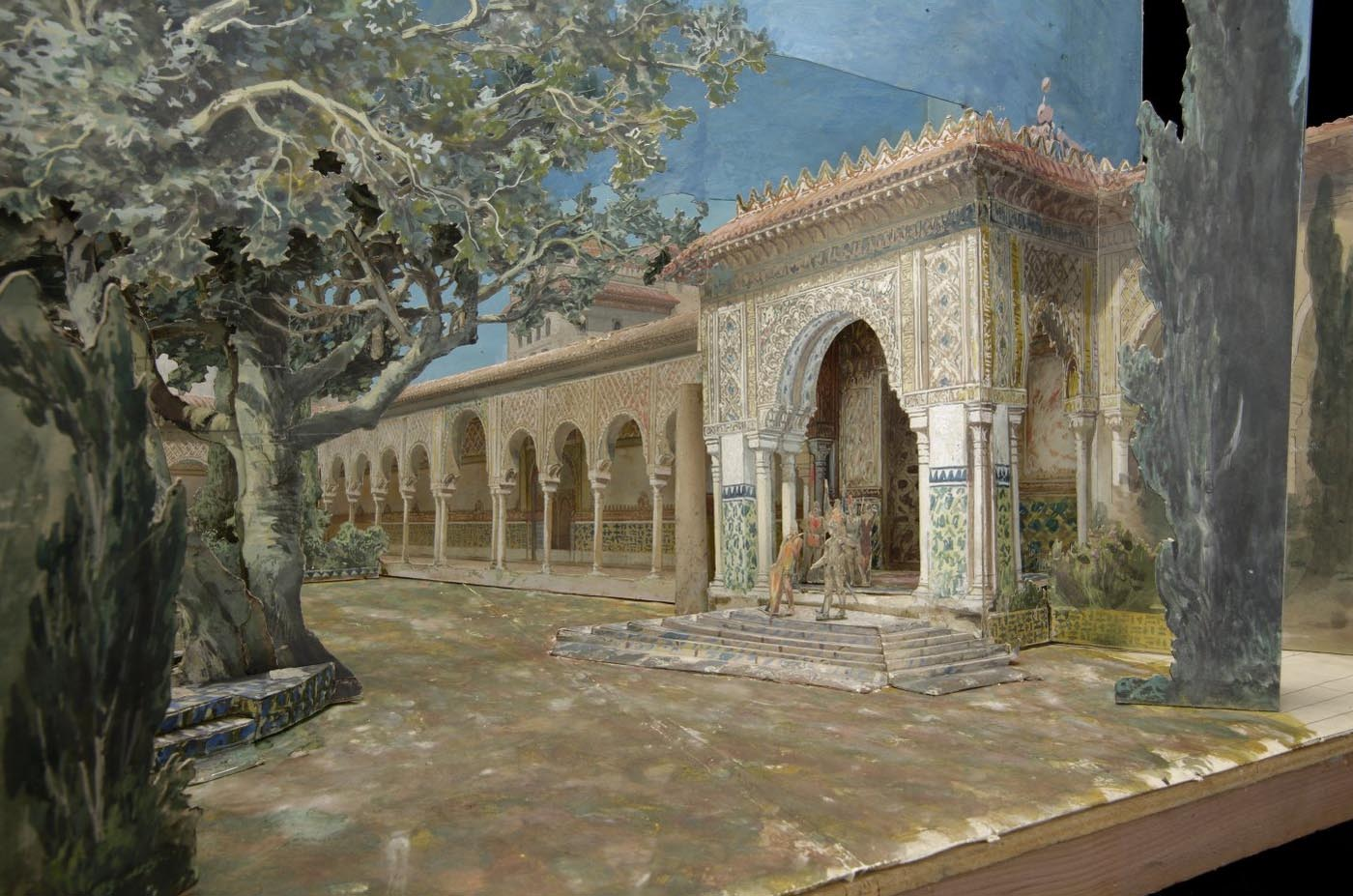
10. Bild. Szenenmodell
(Jean-Baptiste Lavastre)

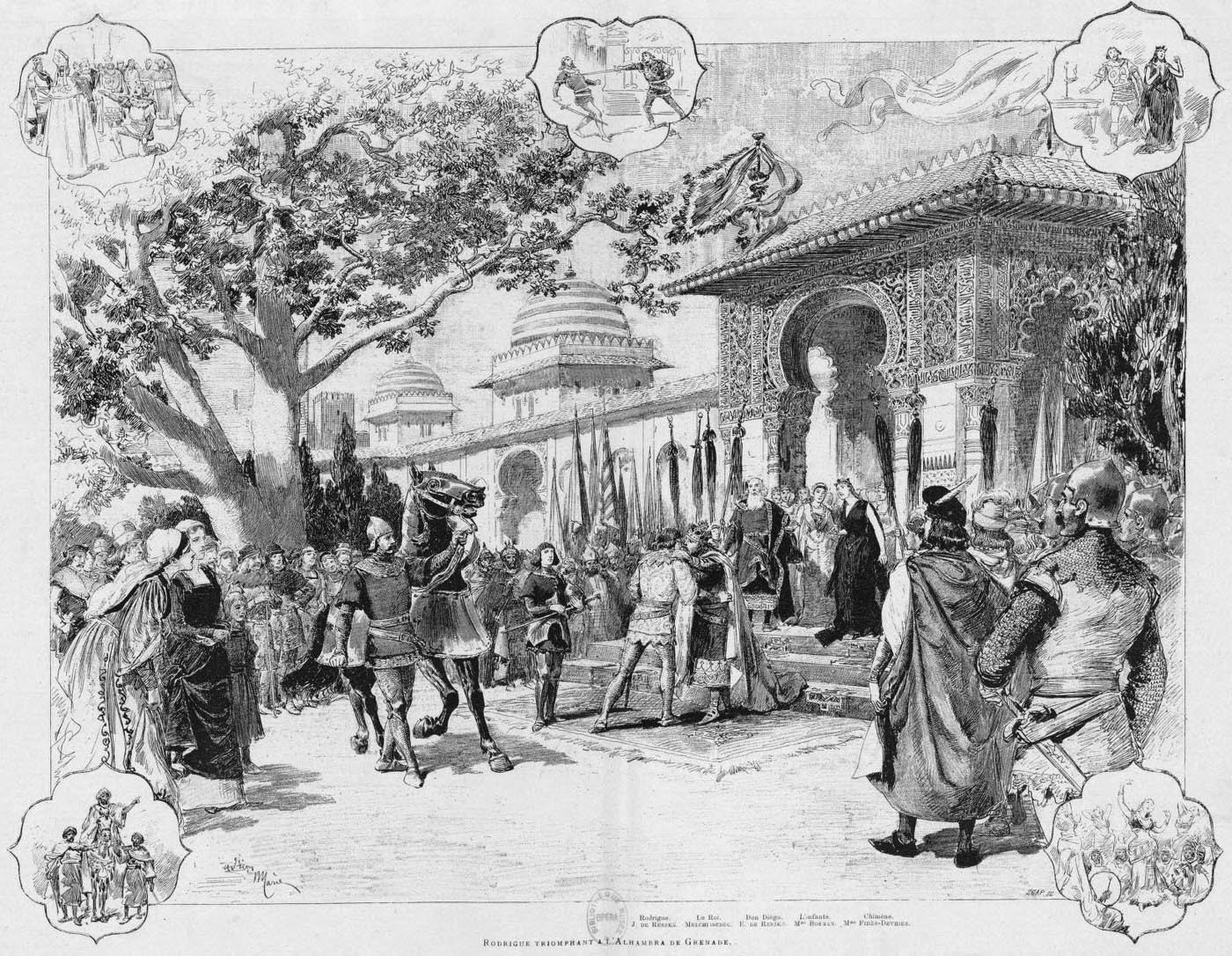
10. Bild. Rodrigues Triumph

Einzige Szene. Alle haben sich zum Empfang Rodrigues versammelt und bejubeln ihren Retter. Rodrigue marschiert an der Spitze der Krieger, Priester und Gefangenen ein (Marche du Cid) und überreicht dem König seinen Degen. Der König gibt ihm den Ehrentitel „Cid“ (wie ihn die Mauren genannt hatten) und verspricht ihm als Lohn für seine Treue die Erfüllung eines Wunsches. Doch Rodrigues einziger Wunsch ist nicht vom König zu erfüllen. Der König überlässt die Entscheidung Chimène. Diese erklärt der Versammlung ihren Gewissenskonflikt und zögert. Zunächst sieht es so aus, als könne sie Rodrigue nicht vergeben. Doch als dieser anbietet, sich selbst zu töten, um ihre Rache zu erfüllen, bittet sie ihren Vater um Vergebung und erklärt dem König, dass sie Rodrigue liebe. Nach einem gegenseitigen Liebesschwur Chimènes und Rodrigues bejubeln alle den Cid.

## Gestaltung

### Instrumentation
Die Orchesterbesetzung der Oper enthält die folgenden Instrumente:
- Holzbläser: drei Flöten (1. auch Piccolo), zwei Oboen (1. auch Englischhorn), zwei Klarinetten, zwei Fagotte
- Blechbläser: vier Hörner, zwei Trompeten à piston, zwei Pistons, drei Posaunen, Tuba
- Pauken, Schlagzeug: Kleine Trommel, Große Trommel, Becken, zwei große Becken, zwei Tambours de basque, Triangel, großes Tamburin, Kastagnetten, Tamtam
- zwei Harfen
- Orgel (oder Harmonium)
- Streicher
- Bühnenmusik hinter der Szene: vier Pistons, vier Trompeten, zwei Tenorsaxhörner, Pauken, Schlagzeug (drei große Glocken in d, f und g, große Trommel, Donnerblech oder große Trommel), zwei Harfen, Orgel oder Harmonium

### Musikstücke
Die Oper enthält die folgenden Musikstücke (Nummerierung nach der bei Heugel in Paris herausgegebenen Table thématique des Morceaux):
- Ouverture

Erster Akt
- Nr. 1. Duett (Chimène, Infantin): „Laissez le doute dans mon âme“ (1. Bild, Szene 3)
- Entrée de Rodrigue – Auftritt Rodrigues (2. Bild, Szene 2)
- Nr. 2. Arie (Rodrigue): „Ô noble lame étincelante“ (2. Bild, Szene 2)
- Nr. 3. Arie (Diègue): „Ô rage! ô désespoir!“ (2. Bild, Szene 4)
- Nr. 4. Duett (Rodrigue, Diègue): „Rodrigue, as-tu du cœur?“ (2. Bild, Szene 5)

Zweiter Akt
- Nr. 5. Stances – Stanzen (Rodrigue): „Percé jusques au fond du cœur“ (3. Bild, Szene 1)
- Nr. 6. Duett (Rodrigue, Gormas): „A moi, Comte, deux mots!“ (3. Bild, Szene 2)
- Nr. 7. Arie (Infantin): „Plus de tourments… et plus de peine“ (4. Bild, Szene 1)
- Ballett: Castillane, Andalouse, Aragonaise, Aubade, Catalane, Madrilène, Navarraise (4. Bild, nach Szene 1)
- Nr. 8. Arie (Chimène): „Lorsque j’irai dans l’ombre“ (4. Bild, Szene 2)
- Nr. 9. Arie (Diègue): „Qu’on est digne d’envie“ (4. Bild, Szene 3)

Dritter Akt
- Entr’acte – Zwischenaktmusik
- Nr. 10. Arie (Chimène): „Pleurez, pleurez mes yeux!“ (5. Bild, Szene 1)
- Nr. 11. Duett (Chimène, Rodrigue): „Ô jours de première tendresse“ (5. Bild, Szene 2)
- Nr. 12. Männerchor: „Vivons sans peur et sans remords!“ (6. Bild, Szene 1)
- Rapsodie mauresque – Maurische Rhapsodie (6. Bild, nach Szene 1)
- Nr. 13. Prière / Gebet (Rodrigue): „Ô souverain, ô juge, ô père!“ (7. Bild, Szene 1)

Vierter Akt
- Nr. 14. Arie (Diègue): „Il a fait noblement ce que l’honneur conseille!“ (9. Bild, Szene 1)
- Nr. 15. Terzett (Infantin, Chimène, Diègue): „Ô cœur deux fois blessé!“ (9. Bild, Szene 2)
- Marche du Cid – Marsch des Cid (10. Bild)

### Musik
Der Schwerpunkt der Oper liegt auf der Liebesbeziehung zwischen dem „Cid“ Rodrigue und Chimène sowie dem Konflikt zwischen Moral und Gefühl. Der historische Hintergrund tritt gegenüber dem psychologischen Drama in den Hintergrund. Hinzu kommt mit der Erscheinung des Heiligen Jakobus ein Merkmal des Phantastischen. Die eigentliche Hauptfigur ist Chimène. Deren dramatische Bedeutung verstärkte Massenet, indem er dem ursprünglichen Libretto die Szene Adolphe d’Ennerys hinzufügte, in der sie in Rodrigue den Mörder ihres Vaters erkennt. Die übrigen Gestalten treten ihr gegenüber zurück. Selbst die Titelfigur Rodrigue ist vorwiegend lediglich als „ritterlicher Held“ dargestellt.
Formal hielt sich Massenet an die Bedürfnisse der Pariser Oper. Le Cid steht daher in der Tradition der Grand opéra, wie sie von Giacomo Meyerbeer z. B. in dessen Oper Le prophète geprägt wurde. Dieses Vorbild ist besonders in den ausdrucksstarken Solostücken, den großen Massenszenen sowie der Art der Stimmführung, Melodiebildung und Instrumentation unverkennbar. Die Oper enthält Prozessionen, Ballette und eine Schlachtszene. Bereits August Vitu, dem Rezensenten des Figaro am Folgetag der Uraufführung, fiel auf, dass Massenet keine konventionellen Musiknummern mehr verwendete, sondern die Oper hauptsächlich in Akte und Bilder (Tableaux) aufteilte.:148
Höhepunkte der Oper sind die in Sonatensatzform gegliederte Ouvertüre, Chimènes Arie „Pleurez mes yeux“ und die beiden Arien Rodrigues, „Ô noble lame étincelante“ und „Ô souverain, ô juge, ô père“. Auch die Ballettmusik gilt „wegen der Originalität der Erfindung und der unerhörten koloristischen Brillanz zu den gelungensten der Zeit“ (Pipers Enzyklopädie des Musiktheaters) und hielt sich auch noch im Programm, nachdem die Oper selbst aus dem Repertoire verschwunden war.

## Werkgeschichte

### Entstehung
Mit Le Cid gelang Massenet eine erfolgreiche Rückkehr an die Pariser Oper, wo acht Jahre zuvor sein Le roi de Lahore aufgeführt worden war. Im vorausgehenden Jahr hatte er in Paris bereits mit Manon an der Opéra-Comique und mit Hérodiade am Théâtre-Italien Erfolge gefeiert.
Die erste Fassung des Librettos erhielt Massenet von seinem Verleger Georges Hartmann. Es stammte von Louis Gallet und Édouard Blau und basierte auf der Tragikomödie Le Cid (1637) von Pierre Corneille. Massenet fühlte sich sofort angesprochen von dem Text. Kurz darauf erhielt er von Adolphe d’Ennery ein weiteres Libretto, aus dem er einen Abschnitt übernahm. Die Idee zum Auftritt der Erscheinung des Heiligen Jakobus erhielt er nach einer Lektüre des Schauspiels Las mocedades del Cid (1618) von Guillén de Castro. Für die Ballettmusik nutzte er einige in Spanien gehörte Tänze. Zeitgenössischen Berichten zufolge modellierte Massenet jede der Rollen nach einer Person aus seinem Umkreis.
Anfang 1885 arbeitete Massenet vorwiegend an der Orchestrierung von Le Cid – neben seinen übrigen Arbeiten als Lehrer und Dirigaten einiger seiner früheren Opern. Am 5. Juni war die Arbeit „nahezu vollendet“, und am 23. Juni war die Gravur der Orchesterpartitur fertig.:144
Der Stoff war vor Massenet bereits von ungefähr 20 anderen Komponisten verarbeitet worden, darunter Niccolò Piccinni (Il gran Cid, 1766) und Giovanni Paisiello (Il gran Cid, 1775).

### Uraufführung
Die Besetzung der Uraufführung am 30. November 1885 im Palais Garnier der Pariser Oper war von Massenet selbst vorgeschlagen worden. Es sangen Fidès Devriès (Chimène), Rosa Bosman (Infantin), Jean de Reszke (Rodrigue), dessen Bruder Édouard de Reszke (Don Diègue), Léon Melchissédec (König), Pol Plançon (Graf von Gormas), Lambert (Saint Jacques), Balleroy (Gesandter), Alexander Girardi (Don Arias), Sentein (Don Alonzo). Die musikalische Leitung hatte Jules Garcin, die Regie stammte von Pierre Gailhard und die Choreographie von Louis Mérante. Zu den Tänzern zählten außer letzterem Rosita Mauri und Mélanie Hirsch. Bei der Aufführung war der französische Staatspräsident Jules Grévy anwesend – Massenet selbst dagegen fehlte, da er einer Aufführung seiner Manon beiwohnte. Auf dem Rückweg machte er einen Abstecher zur Opéra, wo er von seinem Triumph erfuhr.:147

Darsteller der Uraufführung von 1885
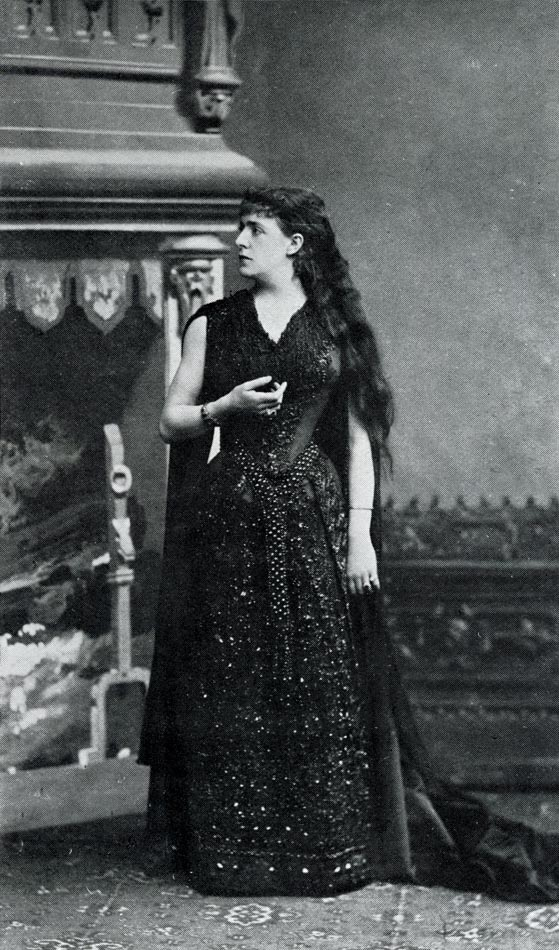
Fidès Devriès (Chimène)
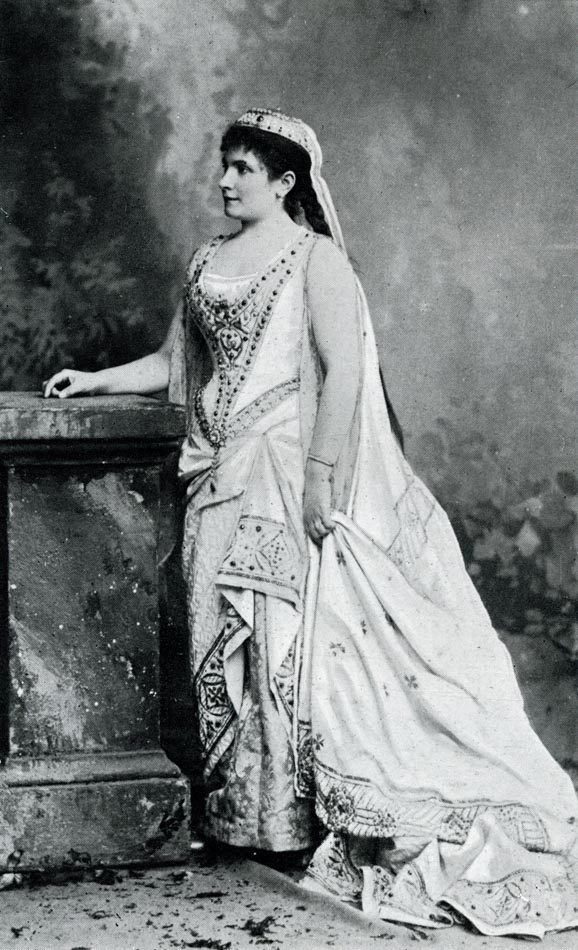
Rosa Bosman (Infantin)
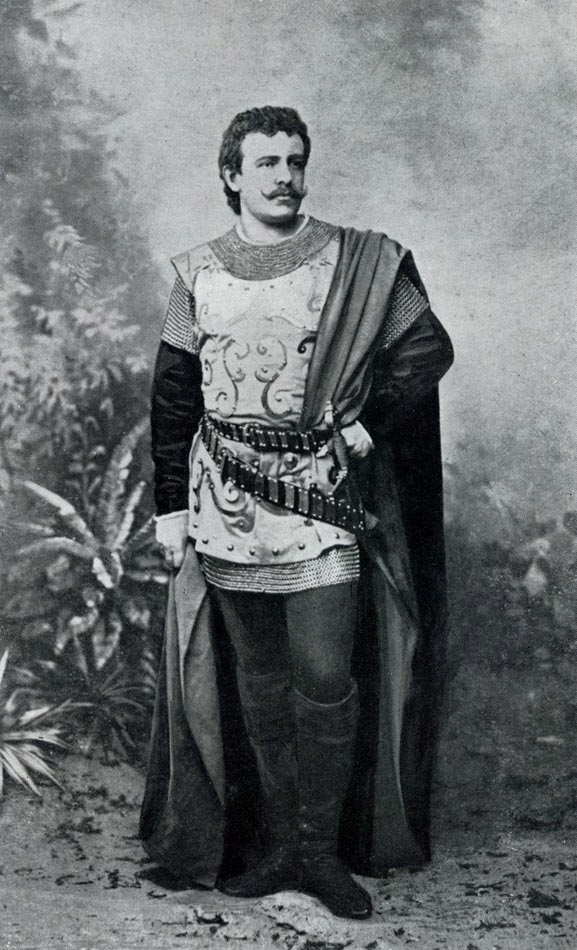
Jean de Reszke (Rodrigue)
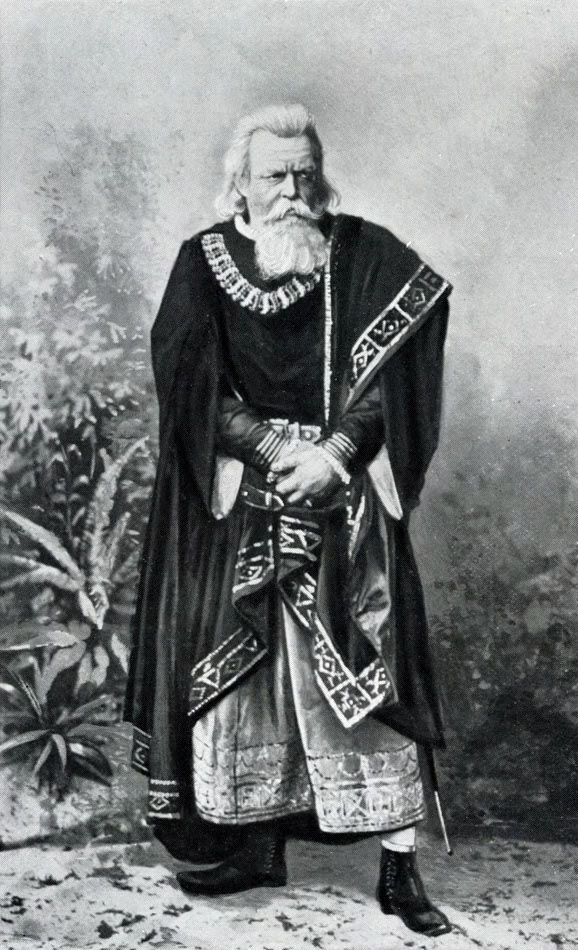
Edouard de Reszke (Diègue)
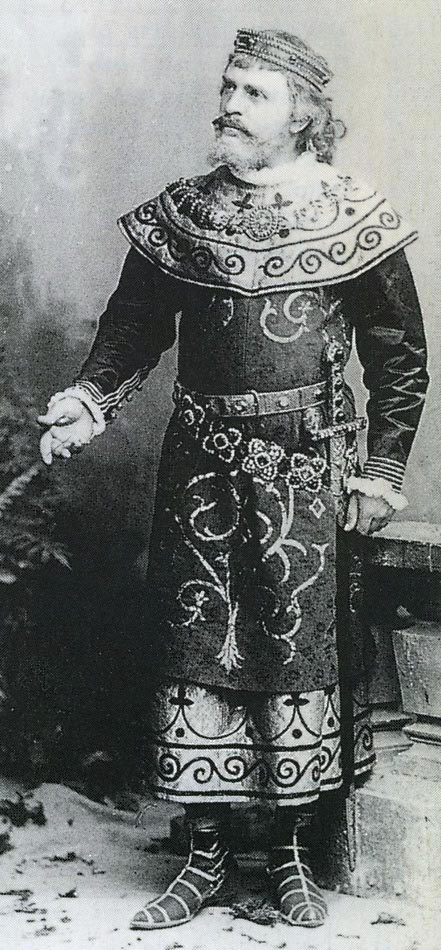
Pierre-Léon Melchissédec (König)
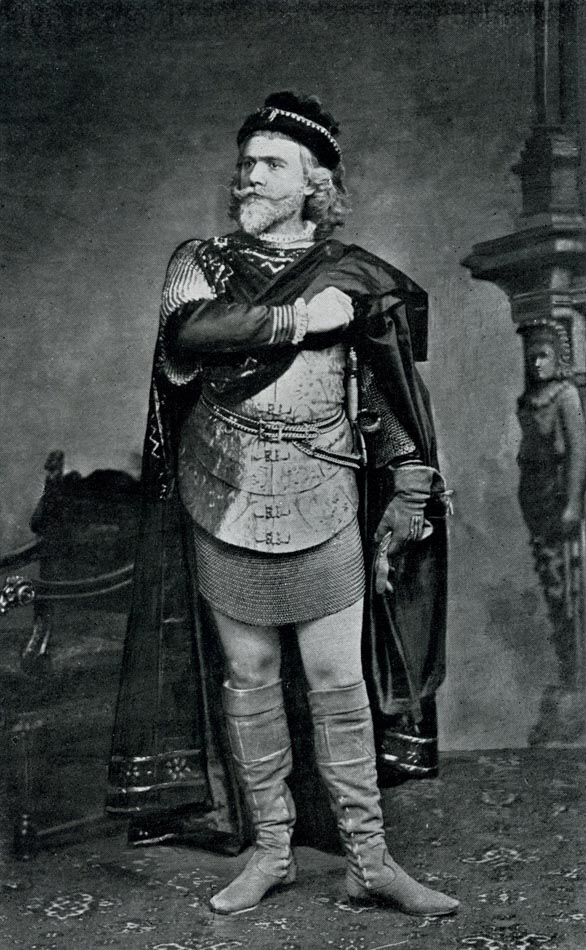
Pol Plançon (Graf von Gormas)
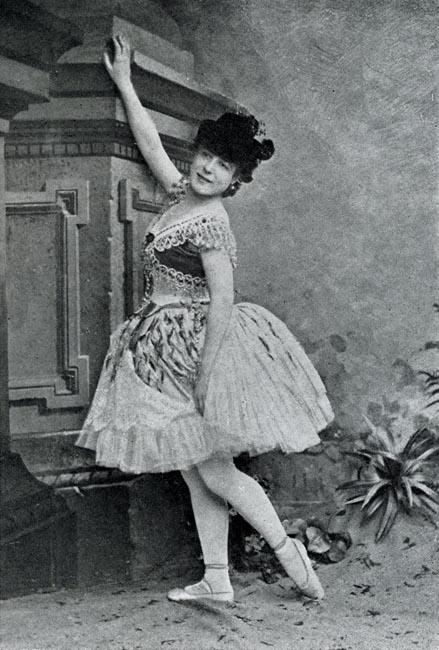
Rosita Mauri (Ballerina)

Von der Uraufführungsproduktion von 1885 sind außer Szenenbildern und Modellen auch mehr als 120 Kostümskizzen des Malers Ludovic-Napoléon Lepic erhalten.

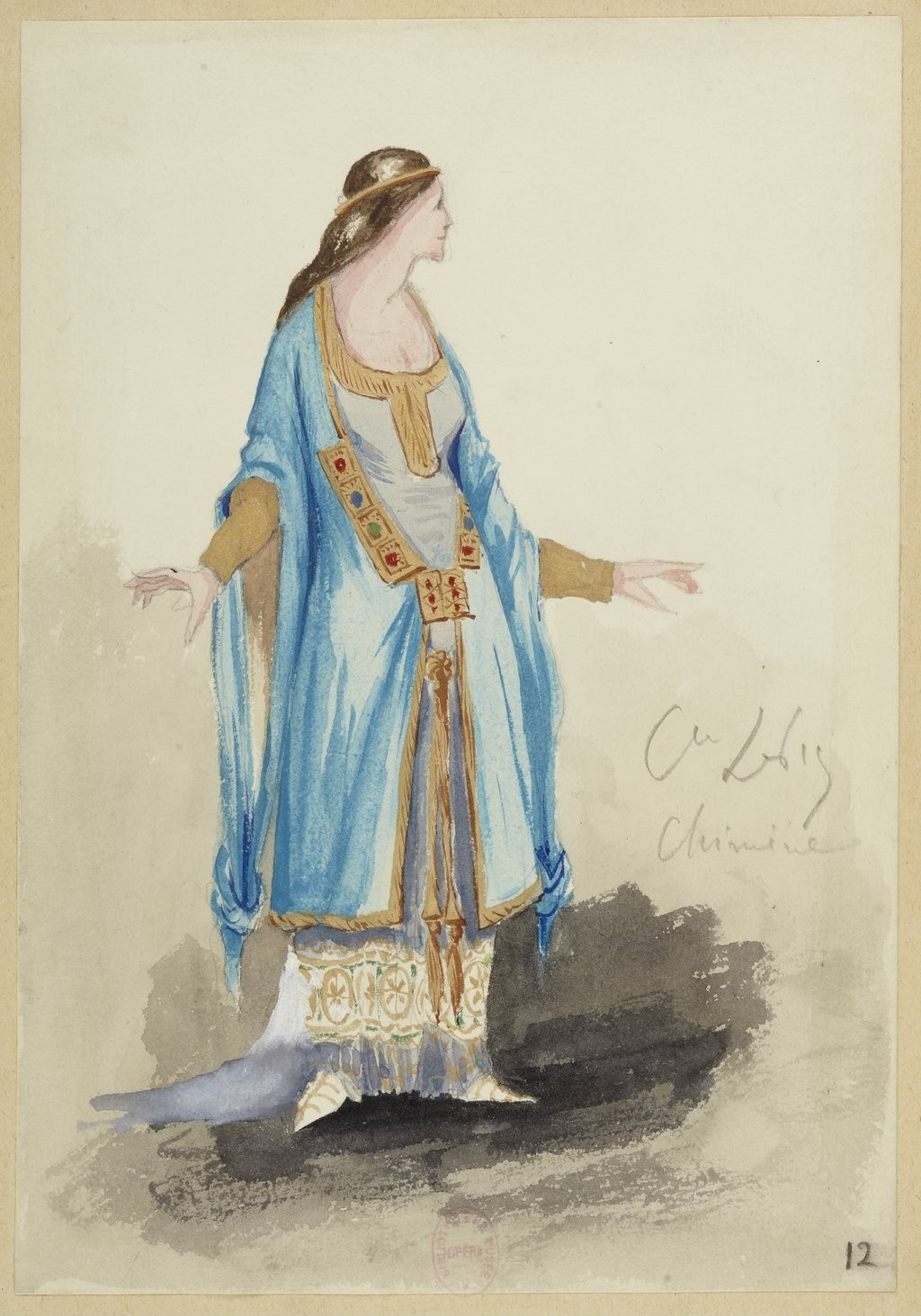
Chimène
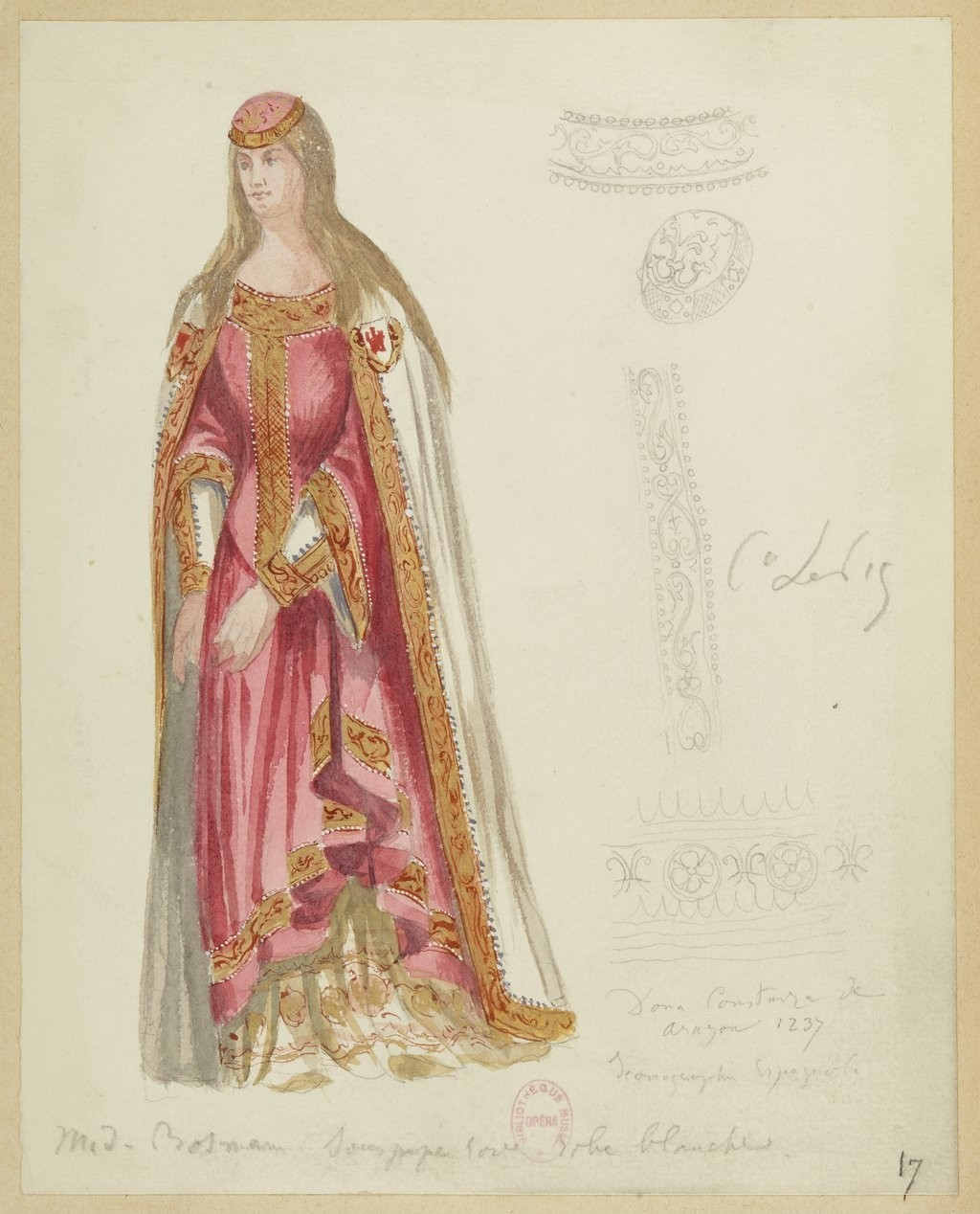
Die Infantin
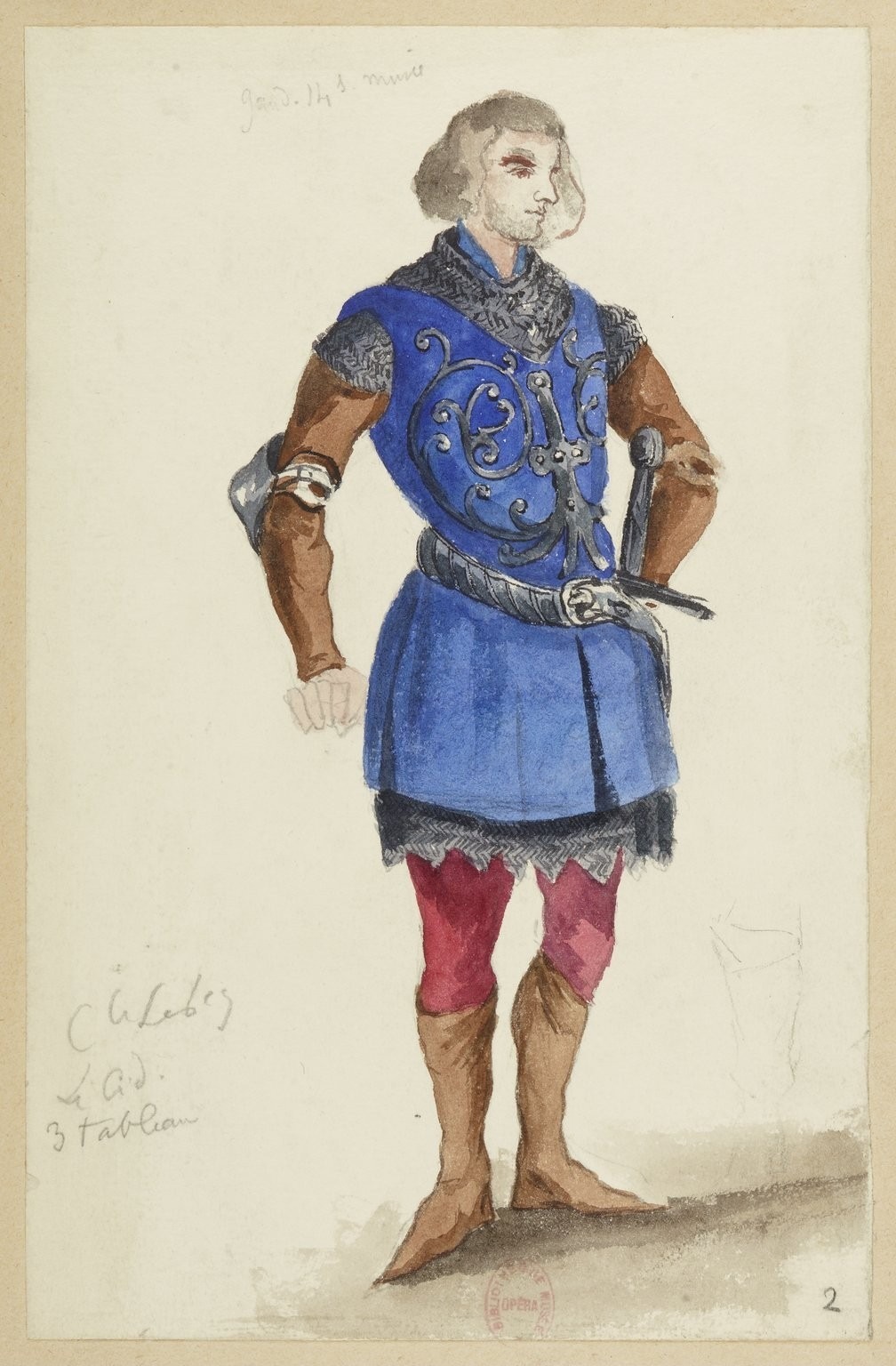
Rodrigue
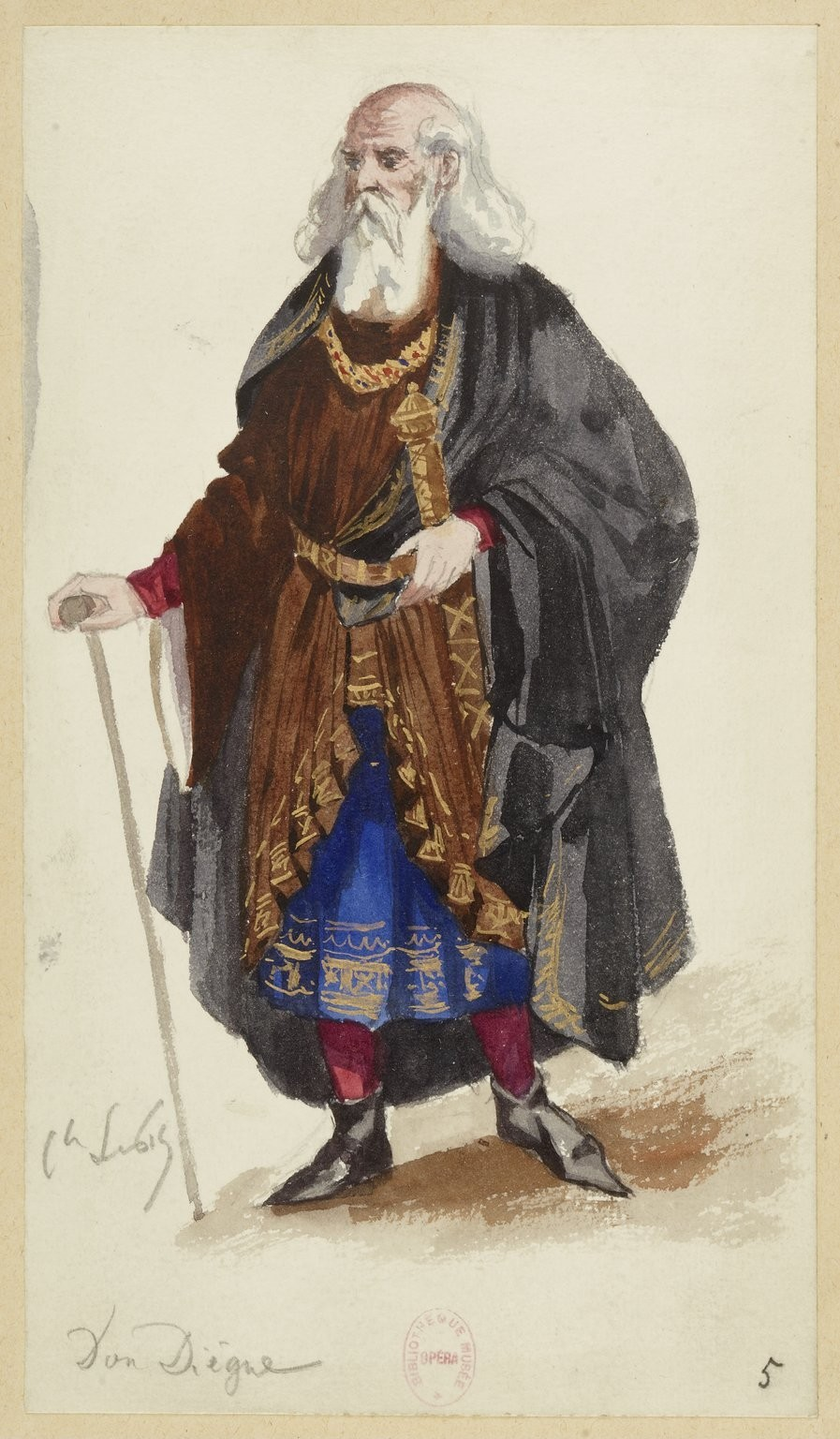
Diègue
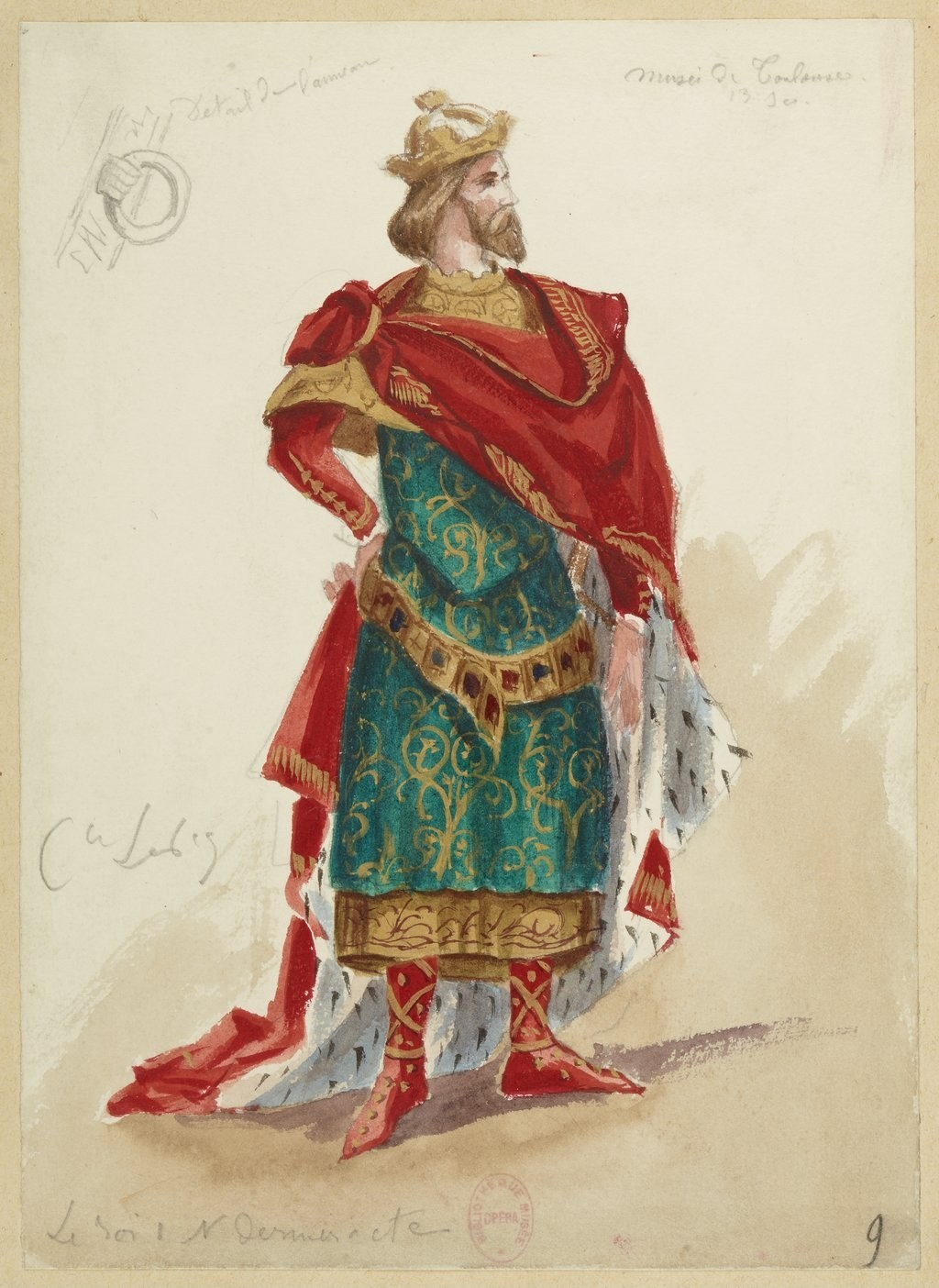
Der König
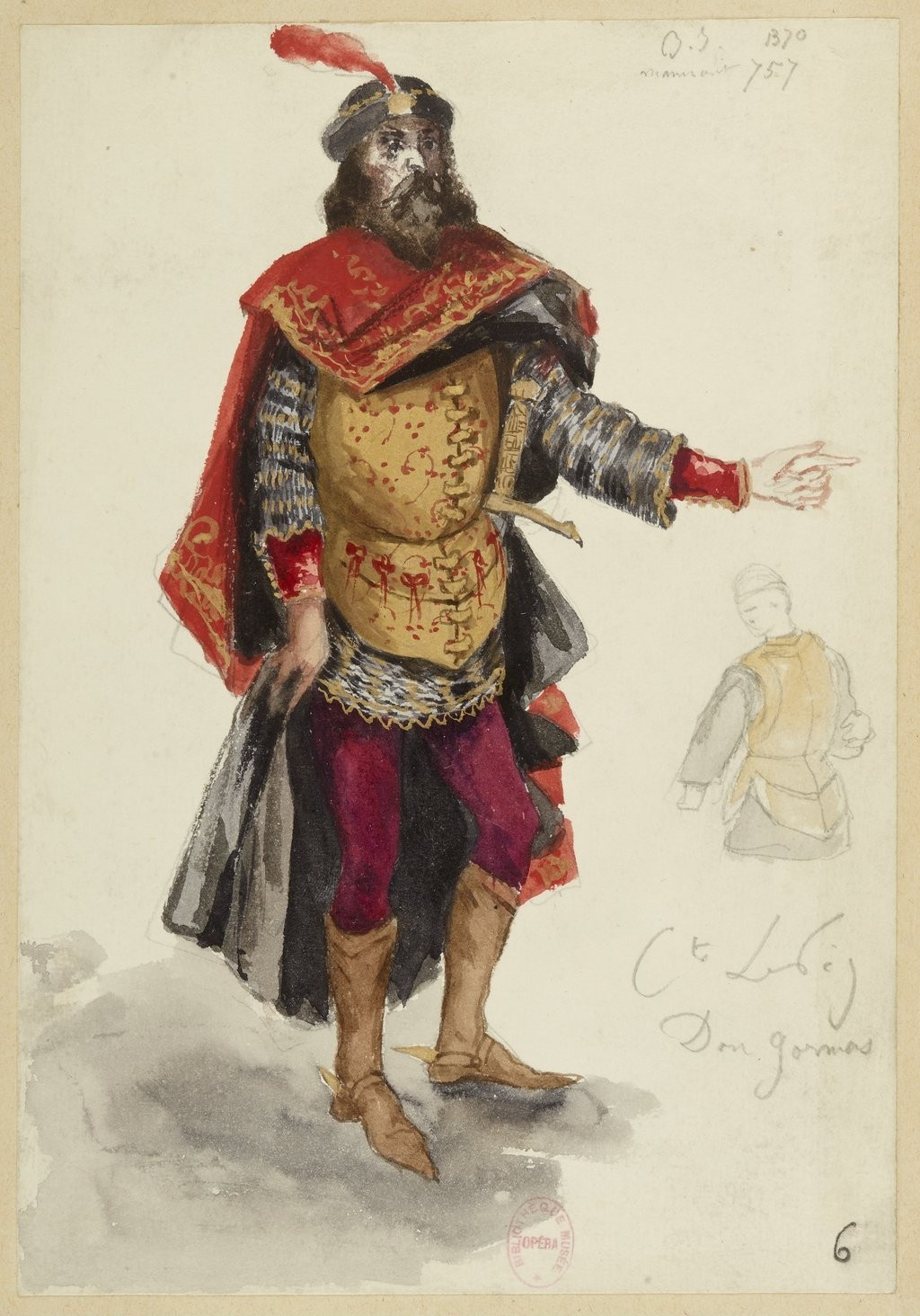
Gormas
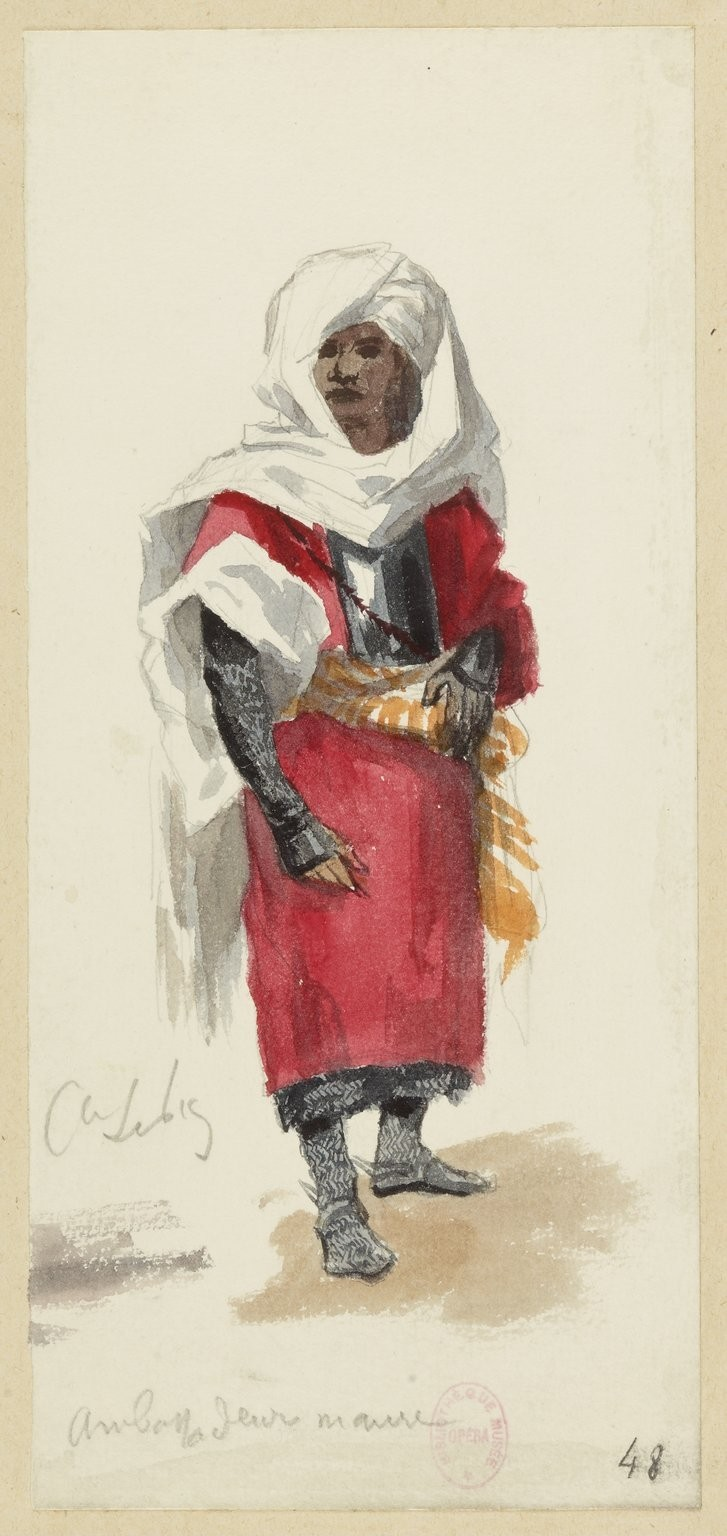
Maurischer Botschafter

### Rezeption
Der große Erfolg der Uraufführung hielt sich mehrere Jahrzehnte lang, woran die Loyalität der De-Reske-Brüder und Pol Plançons großen Anteil hatte. Bis 1891 durchgehend, anschließend mit Unterbrechungen bis 1919 im Programm, wurde das Werk insgesamt 152 Mal vor der Neuproduktion 2015 an der Pariser Oper aufgeführt.:148 Wichtige Interpreten der Hauptrollen in dieser Zeit waren:
- Chimène: Ada Adini, Rose Caron, Lucienne Bréval, Marguerite Merentié und Louise Léonie Grandjean
- Rodrigue: Joseph-Valentin Duc, Albert-Raymond Alvarez und Paul Franz
- Gormas: René Fournets, Juste Nivette und André Gresse
- Diège: Jean-François Delmas und Marcel Journet

In der Fachwelt wurde das Werk unterschiedlich bewertet. Einige Kritiker hielten es für altmodisch. Anerkennung fand es dagegen bei Johannes Weber, dem Sekretär Meyerbeers in Paris, und dem Komponisten Ernest Reyer. Arthur Pougin betrachtete es als „ein Werk voller Charme, Poesie, Zärtlichkeit und Leidenschaft, in dem Lebenskraft nicht ausgeschlossen ist, und das manchmal wahre Größe erreicht“ („une œuvre pleine de charme, de poésie, de tendresse et de passion, dont la vigueur n'est pas exclue, et qui atteint parfois à la véritable grandeur“).
Schon 1887 wurde Le Cid auch in Nantes,:151 Bordeaux,:152 Antwerpen und in einer deutschen Übersetzung Max Kalbecks in Frankfurt am Main und in Wien (dort nur Achtungserfolg) gespielt. In Rom wurde eine italienische Fassung von Angelo Zanardini aufgeführt (mit Elena Teoderini, Franco Cardinali, Roberto Villani und Romano Nannetti), und 1890 in Mailand (mit Hariclea Darclée als Chimène und Giuseppe Verdi im Publikum). In die USA kam die Oper 1890 (New Orleans) und 1897 (New York, mit Félia Litvinne als Chimène und den Mitwirkenden der Uraufführung in den anderen Rollen, dennoch nur reservierte Aufnahme).
Anschließend geriet die Oper u. a. aufgrund von Besetzungsproblemen in Vergessenheit, bis sie 1976 konzertant in der New Yorker Carnegie Hall unter der Leitung von Eve Queler wieder gespielt wurde (Chimẻne: Grace Bumbry, Rodrigue: Plácido Domingo, Diège: Paul Plishka; Audio-Mitschnitt verfügbar). An der Hamburgischen Staatsoper gab es 1979 eine weitere konzertante Aufführung. Erst 1986 wurde die Oper in einer Koproduktion von Lüttich und Rouen wieder szenisch aufgeführt (Dirigent: Roger Rosel, Regie: Christiane Isartel, Ausstattung: Georges und Jeanne Wakhévitch; Sänger: Dunja Vejzovic, André Jobin). Weitere Produktionen gab es 1999 in Barcelona und 2015 erneut in Paris (Dirigent: Michel Plasson, Regie: Charles Roubaud, Bühnenbild: Emmanuelle Favre; Chimène: Sonia Ganassi, Rodrigue: Roberto Alagna; Video-Mitschnitt verfügbar). 2016 wurde Le Cid bei den 11. St. Galler Festspielen gegeben.

## Aufnahmen
- 9. März 1976 (live, konzertant aus der Carnegie Hall New York, unvollständig[6]): Eve Queler (Dirigent), Opera Orchestra of New York, Byrne Camp Chorale. Grace Bumbry (Chimène), Eleanor Bergquist (Infantin), Plácido Domingo (Rodrigue), Paul Plishka (Don Diègue), Jake Gardner (König), Arnold Voketaitis (Graf von Gormas), John Adams (Saint Jacques), Peter Lightfoot (Gesandter), Clinton Ingram (Don Arias), Theodore Hodges (Don Alonzo). CBS CD: M2K 79300, CBS LP: 79300.[18]:9442
- 7. April 1979 (live, konzertant aus Hamburg): Jacques Delacôte (Dirigent), Philharmonisches Staatsorchester Hamburg, Chor der Hamburgischen Staatsoper. Grace Bumbry (Chimène), Faye Robinson (Infantin), Plácido Domingo (Rodrigue), Bonaldo Giaiotti (Don Diègue), Franz Grundheber (König), Udo Krekow (Graf von Gormas). House of Opera CBBB 323 (2 CD).[18]:9443
- 15. Februar 1981 (live aus Paris): Reynaldo Giovaninetti (Dirigent). Dunja Vejzovic (Chimène), Peggy Bouveret (Infantin), Plácido Domingo (Rodrigue), Paul Plishka (Don Diègue), Jean-Philippe Lafont (König). House of Opera CDBB 322 (2 CD).[18]:9444
- Oktober 1981 (live aus San Francisco): Julius Rudel (Dirigent), Orchester und Chor der San Francisco Opera. Carol Neblett (Chimène), Jennifer Ringo (Infantin), William Lewis (Rodrigue), Ferruccio Furlanetto (Don Diègue), Timothy Noble (König), Eric Halfvarson (Graf von Gormas), Gregory Stapp (Saint Jacques), Thomas Woodman (Gesandter), Jonathan Green (Don Arias), Carl Glaum (Don Alonzo). Omega Opera Archive 4129 (CD).[18]:9445
- 26. April 1987 (live, konzertant aus dem Wiener Konzerthaus): Luis Antonio Garciá-Navarro (Dirigent), Symphonie-Orchester des ORF Wien, Wiener Singakademie. Mara Zampieri (Chimène), Sona Ghazarian (Infantin), Plácido Domingo (Rodrigue), Sergej Koptschak (Don Diègue), Giuseppe Taddei (König), Paolo Gavanelli (Graf von Gormas und Saint Jacques), Ivan Urbas (Gesandter und Don Alonzo), Ramón Vargas (Don Arias). Lyric Distribution NO511-3 (2 CD), House of Opera CDBB 323 (2 CD), Premiere Opera Ltd. CDNO 5113 (3 CD).[18]:9446
- 1988 (Video; live, konzertant aus Madrid): Mara Zampieri (Chimène), Plácido Domingo (Rodrigue). Premiere Opera DVD 6044 (1 DVD).[18]:9447
- November 1994 (live, konzertant aus Saint-Étienne): Patrick Fournillier (Dirigent), Nouvel Orchestre Philharmonique de Saint-Étienne, Chœur de l’Opéra National de Lyon. Michèle Command (Chimène), Maryse Castets (Infantin), Chris Merritt (Rodrigue), Marcel Vanaud (König).[18]:9448
- Juni 2011 (Video, live aus der Opéra de Marseille): Jacques Lacombe (Dirigent), Charles Roubaud (Regie), Marseille Philharmonic Orchestra, Chor der Opéra de Marseille. Béatrice Uria-Monzon (Chimène), Kimy McLaren (Infantin), Roberto Alagna (Rodrigue), Francesco Ellero D’Artegna (Don Diègue), Alain Vernhes (König), Jean-Marie Frémeau (Graf von Gormas), Imbert Bernard (Saint Jacques und Gesandter), Paul Rosner (Don Arias), Frédéric Leroy (Don Alonzo).[19][20]